# Чемпионат мира по хоккею с шайбой 2025
Чемпионат мира по хоккею с шайбой 2025 года — 88-й чемпионат мира по хоккею с шайбой состоялся в мае 2025 года в Швеции и Дании. О месте проведения чемпионата стало известно на конгрессе ИИХФ 24 мая 2019 года в Братиславе. Для Швеции это был 12-й чемпионат (предпоследним подобным был в 2013 году, проведённый совместно с Финляндией), а для Дании — 2-й, через семь лет после дебютного.
Чемпионом мира впервые с 1960 года и третий раз в истории стала сборная США, обыграв в финале сборную Швейцарии. Лучшим игроком был признан вратарь швейцарцев Леонардо Дженони, а лучшим бомбардиром стал чех Давид Пастрняк (15 очков).

## Арены
| Швеция                          | Авичи Арена (Стокгольм) Йюске-банк-боксен (Хернинг) | Дания                                 |
| Стокгольм                       | Авичи Арена (Стокгольм) Йюске-банк-боксен (Хернинг) | Хернинг                               |
| Авичи Арена Вместимость: 13 850 | Авичи Арена (Стокгольм) Йюске-банк-боксен (Хернинг) | Йюске-банк-боксен Вместимость: 12 000 |
|                                 | Авичи Арена (Стокгольм) Йюске-банк-боксен (Хернинг) |                                       |

## Участники
Своё участие в чемпионате гарантировали сборные Швеции и Дании на правах стран-хозяек, а также сборные Венгрии и Словении, которые заняли два первых места в первом дивизионе ЧМ-2024. Ещё 12 сборных квалифицировались на турнир по итогам ЧМ-2024.
13 февраля 2024 года Совет IIHF принял решение о продлении отстранения сборных Беларуси и России: он счёл их возвращение небезопасным.
| 13 из Европы | Венгрия ^   | Дания +     | Словения ^  | Швеция +   |  |
| 13 из Европы | Чехия *     | Финляндия * | Швейцария * | Германия * |  |
| 13 из Европы | Латвия *    | Словакия *  | Австрия ∗   | Франция *  |  |
| 13 из Европы | Норвегия *  |             |             |            |  |
| 2 из Северной Америки | Канада *    | США *       |             |            |  |
| 1 из Азии | Казахстан * |             |             |            |  |
| Примечание: * - 12 команд автоматически квалифицировались в высший дивизион по итогам ЧМ-2024 ^ - 2 команды перешли в высший дивизион по итогам первого дивизиона ЧМ-2024 + - страны-хозяйки |             |             |             |            |  |

## Предварительный этап
|  | Команды, выходящие в четвертьфинал                                          |
|  | Команды, переходящие в группу A первого дивизиона чемпионата мира 2026 года |

### Группа А
(Стокгольм, Швеция)
| М | Сборная   | И | В | ВО | ПО | П | ШЗ | ШП | РШ  | О  |
| - | --------- | - | - | -- | -- | - | -- | -- | --- | -- |
| 1 | Канада    | 7 | 6 | 0  | 1  | 0 | 34 | 7  | +27 | 19 |
| 2 | Швеция    | 7 | 6 | 0  | 0  | 1 | 28 | 8  | +20 | 18 |
| 3 | Финляндия | 7 | 4 | 2  | 0  | 1 | 22 | 10 | +12 | 16 |
| 4 | Австрия   | 7 | 2 | 2  | 0  | 3 | 21 | 18 | +3  | 10 |
| 5 | Латвия    | 7 | 3 | 0  | 0  | 4 | 17 | 25 | -8  | 9  |
| 6 | Словакия  | 7 | 2 | 0  | 1  | 4 | 9  | 24 | -15 | 7  |
| 7 | Словения  | 7 | 1 | 0  | 1  | 5 | 9  | 29 | -20 | 4  |
| 8 | Франция   | 7 | 0 | 0  | 1  | 6 | 8  | 27 | -19 | 1  |

#### Результаты
| 9 мая 2025 16:20 | Австрия | 1 : 2 (1:2, 0:0, 0:0) | Финляндия | «Авичи-Арена», Стокгольм Зрителей: 6822 |

| Отчёт                                         | Отчёт                       | Отчёт                                                                                           | Отчёт                    | Отчёт                                                                               |
| --------------------------------------------- | --------------------------- | ----------------------------------------------------------------------------------------------- | ------------------------ | ----------------------------------------------------------------------------------- |
|                                               |                             |                                                                                                 |                          |                                                                                     |
|                                               | Атте Толванен — 00:00-60:00 | Вратари                                                                                         | 00:00-60:00 — Юусе Сарос | Судьи: Майкл Кэмпбелл Михаэль Черриг Линейные судьи: Шейн Густафсон Лудвиг Лундгрен |
|                                               | Голы:                       |                                                                                                 |                          | Судьи: Майкл Кэмпбелл Михаэль Черриг Линейные судьи: Шейн Густафсон Лудвиг Лундгрен |
| Бернд Вольф (К Унтервегер, П Шнайдер) — 13:54 | 0 : 1 0 : 2 1 : 2           | 04:38 — Патрик Пуйстола (Р. Сало, Л. Хямеэнахо) 07:06 — Юусо Пярссинен (М. Сеппяля, Х. Песонен) |                          | Судьи: Майкл Кэмпбелл Михаэль Черриг Линейные судьи: Шейн Густафсон Лудвиг Лундгрен |
|                                               |                             |                                                                                                 |                          | Судьи: Майкл Кэмпбелл Михаэль Черриг Линейные судьи: Шейн Густафсон Лудвиг Лундгрен |
|                                               |                             |                                                                                                 |                          | Судьи: Майкл Кэмпбелл Михаэль Черриг Линейные судьи: Шейн Густафсон Лудвиг Лундгрен |
|                                               |                             |                                                                                                 |                          | Судьи: Майкл Кэмпбелл Михаэль Черриг Линейные судьи: Шейн Густафсон Лудвиг Лундгрен |
| 8 мин                                         | Штраф                       | 8 мин                                                                                           |                          | Судьи: Майкл Кэмпбелл Михаэль Черриг Линейные судьи: Шейн Густафсон Лудвиг Лундгрен |
|                                               |                             |                                                                                                 |                          |                                                                                     |
|                                               | 16                          | Броски                                                                                          | 28                       |                                                                                     |

| 9 мая 2025 20:20 | Швеция | 5 : 0 (3:0, 1:0, 1:0) | Словакия | «Авичи-Арена», Стокгольм Зрителей: 12 530 |

| Отчёт | Отчёт                         | Отчёт   | Отчёт                      | Отчёт                                                                       |
| --- | ----------------------------- | ------- | -------------------------- | --------------------------------------------------------------------------- |
| |                               |         |                            |                                                                             |
| | Якоб Маркстрём — 00:00-60:00  | Вратари | 00:00-60:00 — Патрик Рыбар | Судьи: Рику Брандер Мадс Франдсен Линейные судьи: Джейк Дэвис Даниэль Гинек |
| | Голы:                         |         |                            | Судьи: Рику Брандер Мадс Франдсен Линейные судьи: Джейк Дэвис Даниэль Гинек |
| Микаэль Баклунд (Э. Хайнеман, Э. Линдхольм) — 11:17 Лео Карлссон (М. Петтерссон, М. Юханссон) — 18:50 Ю. Бродин (А. Ларссон, И. Лундестрём) — 19:54 Элиас Линдхольм (Э. Густафссон, М. Баклунд) — 38:46 Мика Зибанежад (Р. Андерссон, М. Петтерссон) — 57:33 | 1 : 0 2 : 0 3 : 0 4 : 0 5 : 0 |         |                            | Судьи: Рику Брандер Мадс Франдсен Линейные судьи: Джейк Дэвис Даниэль Гинек |
| |                               |         |                            | Судьи: Рику Брандер Мадс Франдсен Линейные судьи: Джейк Дэвис Даниэль Гинек |
| |                               |         |                            | Судьи: Рику Брандер Мадс Франдсен Линейные судьи: Джейк Дэвис Даниэль Гинек |
| |                               |         |                            | Судьи: Рику Брандер Мадс Франдсен Линейные судьи: Джейк Дэвис Даниэль Гинек |
| 0 мин | Штраф                         | 2 мин   |                            | Судьи: Рику Брандер Мадс Франдсен Линейные судьи: Джейк Дэвис Даниэль Гинек |
| |                               |         |                            |                                                                             |
| | 20                            | Броски  | 15                         |                                                                             |

| 10 мая 2025 13:20 | Словения | 0 : 4 (0:1, 0:3, 0:0) | Канада | Авичи-Арена, Стокгольм Зрителей: 9011 |

| Отчёт  | Отчёт                     | Отчёт | Отчёт                      | Отчёт                                                                                    |
| ------ | ------------------------- | --- | -------------------------- | ---------------------------------------------------------------------------------------- |
|        |                           | |                            |                                                                                          |
|        | Лукаш Хорак — 00:00-60:00 | Вратари | 00:00-60:00 — Дилан Гаранд | Судьи: Кристоффер Хольм Андре Шрадер Линейные судьи: Альберт Анкерстьерне Томми Нииттюля |
|        | Голы:                     | |                            | Судьи: Кристоффер Хольм Андре Шрадер Линейные судьи: Альберт Анкерстьерне Томми Нииттюля |
|        | 0 : 1 0 : 2 0 : 3 0 : 4   | 07:22 — Бо Хорват (Н. Маккиннон, Т. Конекни) 23:41 — Натан Маккиннон (М. Уигер) 33:38 — Бо Хорват (Н. Маккиннон, Б. Монтур) 36:55 — Ноа Добсон (М. Селебрини, Р. О’Райли) |                            | Судьи: Кристоффер Хольм Андре Шрадер Линейные судьи: Альберт Анкерстьерне Томми Нииттюля |
|        |                           | |                            | Судьи: Кристоффер Хольм Андре Шрадер Линейные судьи: Альберт Анкерстьерне Томми Нииттюля |
|        |                           | |                            | Судьи: Кристоффер Хольм Андре Шрадер Линейные судьи: Альберт Анкерстьерне Томми Нииттюля |
|        |                           | |                            | Судьи: Кристоффер Хольм Андре Шрадер Линейные судьи: Альберт Анкерстьерне Томми Нииттюля |
| 14 мин | Штраф                     | 4 мин |                            | Судьи: Кристоффер Хольм Андре Шрадер Линейные судьи: Альберт Анкерстьерне Томми Нииттюля |
|        |                           | |                            |                                                                                          |
|        | 11                        | Броски | 44                         |                                                                                          |

| 10 мая 2025 16:20 | Швеция | 4 : 2 (0:0, 1:1, 3:1) | Австрия | «Авичи-Арена», Стокгольм Зрителей: 12 530 |

| Отчёт | Отчёт                           | Отчёт                                                                       | Отчёт                      | Отчёт                                                                      |
| --- | ------------------------------- | --------------------------------------------------------------------------- | -------------------------- | -------------------------------------------------------------------------- |
| |                                 |                                                                             |                            |                                                                            |
| | Самуэль Эрссон — 00:00-60:00    | Вратари                                                                     | 00:00-60:00 — Давид Кикерт | Судьи: Ян Грибик Шон Макфарлейн Линейные судьи: Доминик Шлегел Дэвис Зунде |
| | Голы:                           |                                                                             |                            | Судьи: Ян Грибик Шон Макфарлейн Линейные судьи: Доминик Шлегел Дэвис Зунде |
| Мика Зибанежад (Э. Густафссон, М. Юханссон) — 33:26 Ю. Бродин (Л. Рэймонд, Э. Линдхольм) — 57:41 Мика Зибанежад (Р. Андерссон) — 57:53 А. Веннберг (М. Баклунд, Э. Линдхольм) — 58:39 | 0 : 1 : 1 1 : 2 : 2 3 : 2 4 : 2 | 25:30 — Б. Баумгартнер (Т. Раффль, В. Рорер) 52:26 — М. Каспер (Р. Шнетцер) |                            | Судьи: Ян Грибик Шон Макфарлейн Линейные судьи: Доминик Шлегел Дэвис Зунде |
| |                                 |                                                                             |                            | Судьи: Ян Грибик Шон Макфарлейн Линейные судьи: Доминик Шлегел Дэвис Зунде |
| |                                 |                                                                             |                            | Судьи: Ян Грибик Шон Макфарлейн Линейные судьи: Доминик Шлегел Дэвис Зунде |
| |                                 |                                                                             |                            | Судьи: Ян Грибик Шон Макфарлейн Линейные судьи: Доминик Шлегел Дэвис Зунде |
| 2 мин | Штраф                           | 8 мин                                                                       |                            | Судьи: Ян Грибик Шон Макфарлейн Линейные судьи: Доминик Шлегел Дэвис Зунде |
| |                                 |                                                                             |                            |                                                                            |
| | 25                              | Броски                                                                      | 16                         |                                                                            |

| 10 мая 2025 20:20 | Франция | 1 : 4 (1:0, 0:1, 0:3) | Латвия | «Авичи-Арена», Стокгольм Зрителей: 7564 |

| Отчёт                                  | Отчёт               | Отчёт | Отчёт               | Отчёт                                                                            |
| -------------------------------------- | ------------------- | --- | ------------------- | -------------------------------------------------------------------------------- |
|                                        |                     | |                     |                                                                                  |
|                                        | Кантен Папийон      | Вратари | Кристерс Гудлевскис | Судьи: Рику Брандер Михаэль Черриг Линейные судьи: Даниэль Гинек Лудвиг Лундгрен |
|                                        | Голы:               | |                     | Судьи: Рику Брандер Михаэль Черриг Линейные судьи: Даниэль Гинек Лудвиг Лундгрен |
| Дилан Фабре (П Кринон, Ж Боск) — 15:02 | 1:0 1:1 1:2 1:3 1:4 | 35:36 — Мартиньш Дзиеркалс 45:02 — Кристапс Зиле (М. Комулс, Р. Балцерс) 58:36 — Данс Лочмелис 59:29 — Данс Лочмелис (Э. Тралмакс) |                     | Судьи: Рику Брандер Михаэль Черриг Линейные судьи: Даниэль Гинек Лудвиг Лундгрен |
|                                        |                     | |                     | Судьи: Рику Брандер Михаэль Черриг Линейные судьи: Даниэль Гинек Лудвиг Лундгрен |
|                                        |                     | |                     | Судьи: Рику Брандер Михаэль Черриг Линейные судьи: Даниэль Гинек Лудвиг Лундгрен |
|                                        |                     | |                     | Судьи: Рику Брандер Михаэль Черриг Линейные судьи: Даниэль Гинек Лудвиг Лундгрен |
| 8 (4+4+0) мин                          | Штраф               | 4 (4+0+0) мин |                     | Судьи: Рику Брандер Михаэль Черриг Линейные судьи: Даниэль Гинек Лудвиг Лундгрен |
|                                        |                     | |                     |                                                                                  |
|                                        | 19 (2+13+4)         | Броски | 20 (8+6+6)          |                                                                                  |

| 11 мая 2025 13:20 | Словакия | 3 : 1 (2:0, 1:0, 0:1) | Словения | «Авичи-Арена», Стокгольм Зрителей: 3870 |

| Отчёт | Отчёт                        | Отчёт                                      | Отчёт                        | Отчёт                                                                         |
| --- | ---------------------------- | ------------------------------------------ | ---------------------------- | ----------------------------------------------------------------------------- |
| |                              |                                            |                              |                                                                               |
| | Самуэль Главай — 00:00-60:00 | Вратари                                    | 00:00-60:00 — Матия Пинтарич | Судьи: Шон Макфарлейн Андре Шрадер Линейные судьи: Шейн Густафсон Дэвис Зунде |
| | Голы:                        |                                            |                              | Судьи: Шон Макфарлейн Андре Шрадер Линейные судьи: Шейн Густафсон Дэвис Зунде |
| Себастиан Чедерле (А Сикора) — 08:20 Павол Регенда (С Княжко, М Грман) — 09:26 Михал Криштоф (Р Лантоши, Д Мудрак) — 31:12 | 1 : 0 2 : 0 3 : 0 3 : 1      | 46:29 — Кен Ограеншек (Р Саболич, Р Мацух) |                              | Судьи: Шон Макфарлейн Андре Шрадер Линейные судьи: Шейн Густафсон Дэвис Зунде |
| |                              |                                            |                              | Судьи: Шон Макфарлейн Андре Шрадер Линейные судьи: Шейн Густафсон Дэвис Зунде |
| |                              |                                            |                              | Судьи: Шон Макфарлейн Андре Шрадер Линейные судьи: Шейн Густафсон Дэвис Зунде |
| |                              |                                            |                              | Судьи: Шон Макфарлейн Андре Шрадер Линейные судьи: Шейн Густафсон Дэвис Зунде |
| 10 мин | Штраф                        | 10 мин                                     |                              | Судьи: Шон Макфарлейн Андре Шрадер Линейные судьи: Шейн Густафсон Дэвис Зунде |
| |                              |                                            |                              |                                                                               |
| | 39                           | Броски                                     | 18                           |                                                                               |

| 11 мая 2025 16:20 | Латвия | 1 : 7 (1:2, 0:3, 0:2) | Канада | «Авичи-Арена», Стокгольм Зрителей: 9531 |

| Отчёт                                  | Отчёт                           | Отчёт | Отчёт                          | Отчёт                                                                     |
| -------------------------------------- | ------------------------------- | --- | ------------------------------ | ------------------------------------------------------------------------- |
|                                        |                                 | |                                |                                                                           |
|                                        | Густавс Григалс — 00:00-60:00   | Вратари | 00:00-60:00 — Марк-Андре Флёри | Судьи: Мадс Франдсен Ян Грибик Линейные судьи: Джейк Дэвис Томми Нииттюля |
|                                        | Голы:                           | |                                | Судьи: Мадс Франдсен Ян Грибик Линейные судьи: Джейк Дэвис Томми Нииттюля |
| Эдуардс Тралмакс (Д. Лочмелис) — 07:05 | 1:0 1:1 1:2 1:3 1:4 1:5 1:6 1:7 | 09:30 — Трэвис Конекни (Т. Сэнхайм, С. Кросби) 10:31 — Натан Маккиннон (С. Кросби, Бо Хорват) 27:11 — Кент Джонсон (Б. Монтур, С. Кросби) 31:10 — Кент Джонсон 39:36 — Трэвис Конекни (мен.) 45:09 — Маклин Селебрини (Т. Конекни, С. Кросби) 55:18 — Барретт Хэйтон (Ф. Дано) |                                | Судьи: Мадс Франдсен Ян Грибик Линейные судьи: Джейк Дэвис Томми Нииттюля |
|                                        |                                 | |                                | Судьи: Мадс Франдсен Ян Грибик Линейные судьи: Джейк Дэвис Томми Нииттюля |
|                                        |                                 | |                                | Судьи: Мадс Франдсен Ян Грибик Линейные судьи: Джейк Дэвис Томми Нииттюля |
|                                        |                                 | |                                | Судьи: Мадс Франдсен Ян Грибик Линейные судьи: Джейк Дэвис Томми Нииттюля |
| 12 мин                                 | Штраф                           | 12 мин |                                | Судьи: Мадс Франдсен Ян Грибик Линейные судьи: Джейк Дэвис Томми Нииттюля |
|                                        |                                 | |                                |                                                                           |
|                                        | 17                              | Броски | 37                             |                                                                           |

| 11 мая 2025 20:20 | Финляндия | 4 : 3 (ОТ) (0:0, 1:1, 2:2, 1:0) | Франция | «Авичи-Арена», Стокгольм Зрителей: 3832 |

| Отчёт | Отчёт                      | Отчёт | Отчёт         | Отчёт                                                                                      |
| --- | -------------------------- | --- | ------------- | ------------------------------------------------------------------------------------------ |
| |                            | |               |                                                                                            |
| | Эмиль Ларми                | Вратари | Антуан Келлер | Судьи: Майкл Кэмпбелл Кристоффер Хольм Линейные судьи: Альберт Анкерстьерне Доминик Шлегел |
| | Голы:                      | |               | Судьи: Майкл Кэмпбелл Кристоффер Хольм Линейные судьи: Альберт Анкерстьерне Доминик Шлегел |
| Т. Терявяйнен (М. Лехтонен, В. Саариярви) — 37:33 Ээли Толванен (М. Лехтонен) — 58:27 Ээли Толванен (М. Лехтонен, Т. Терявяйнен) — 59:32 Юусо Пярссинен (Э. Толванен, Ю. Ламмикко) — 61:24 | 0:1 :1 1:2 1:3 2:3 3:3 4:3 | 28:01 — Филипп Бозон (К. Спиноцци, Т. Бозон) 50:57 — Тим Бозон (Ж. Перре, П.-Э. Белльмар) 57:18 — Жорданн Перре (П.-Э. Белльмар) |               | Судьи: Майкл Кэмпбелл Кристоффер Хольм Линейные судьи: Альберт Анкерстьерне Доминик Шлегел |
| |                            | |               | Судьи: Майкл Кэмпбелл Кристоффер Хольм Линейные судьи: Альберт Анкерстьерне Доминик Шлегел |
| |                            | |               | Судьи: Майкл Кэмпбелл Кристоффер Хольм Линейные судьи: Альберт Анкерстьерне Доминик Шлегел |
| |                            | |               | Судьи: Майкл Кэмпбелл Кристоффер Хольм Линейные судьи: Альберт Анкерстьерне Доминик Шлегел |
| 6 мин | Штраф                      | 4 мин |               | Судьи: Майкл Кэмпбелл Кристоффер Хольм Линейные судьи: Альберт Анкерстьерне Доминик Шлегел |
| |                            | |               |                                                                                            |
| | 51                         | Броски | 19            |                                                                                            |

| 12 мая 2025 16:20 | Австрия | 3 : 2 (Б) (2:0, 0:1, 0:1, 0:0, 1:0) | Словакия | «Авичи-Арена», Стокгольм Зрителей: 4375 |

| Отчёт | Отчёт               | Отчёт                                                             | Отчёт          | Отчёт                                                                              |
| --- | ------------------- | ----------------------------------------------------------------- | -------------- | ---------------------------------------------------------------------------------- |
| |                     |                                                                   |                |                                                                                    |
| | Давид Киккерт       | Вратари                                                           | Самуэль Главай | Судьи: Мадс Франдсен Михаэль Черриг Линейные судьи: Лудвиг Лундгрен Доминик Шлегел |
| | Голы:               |                                                                   |                | Судьи: Мадс Франдсен Михаэль Черриг Линейные судьи: Лудвиг Лундгрен Доминик Шлегел |
| Петер Шнайдер (Б. Вольф, М. Каспер) — 07:33 Марко Каспер (П. Шнайдер, К. Унтервегер) — 11:22 Петер Шнайдер — 65:00 (бул.) | 1:0 2:0 2:1 2:2 3:2 | 26:15 — Самуэль Гонзек 50:53 — Матуш Сукель (С Такач, М Чайкович) |                | Судьи: Мадс Франдсен Михаэль Черриг Линейные судьи: Лудвиг Лундгрен Доминик Шлегел |
| | Буллиты:            |                                                                   |                | Судьи: Мадс Франдсен Михаэль Черриг Линейные судьи: Лудвиг Лундгрен Доминик Шлегел |
| М. Каспер Д. Цвергер Б. Баумгартнер Л. Хаудум П. Шнайдер                                                                  |                     | М. Чайкович М. Хромяк Д. Дворский Р. Лантоши М. Криштоф           |                | Судьи: Мадс Франдсен Михаэль Черриг Линейные судьи: Лудвиг Лундгрен Доминик Шлегел |
| |                     |                                                                   |                | Судьи: Мадс Франдсен Михаэль Черриг Линейные судьи: Лудвиг Лундгрен Доминик Шлегел |
| 8 мин | Штраф               | 4 мин                                                             |                | Судьи: Мадс Франдсен Михаэль Черриг Линейные судьи: Лудвиг Лундгрен Доминик Шлегел |
| |                     |                                                                   |                |                                                                                    |
| | 22                  | Броски                                                            | 33             |                                                                                    |

| 12 мая 2025 20:20 | Финляндия | 1 : 2 (0:1, 0:1, 1:0) | Швеция | «Авичи-Арена», Стокгольм Зрителей: 12 530 |

| Отчёт                                             | Отчёт       | Отчёт                                                                                  | Отчёт          | Отчёт                                                                         |
| ------------------------------------------------- | ----------- | -------------------------------------------------------------------------------------- | -------------- | ----------------------------------------------------------------------------- |
|                                                   |             |                                                                                        |                |                                                                               |
|                                                   | Юусе Сарос  | Вратари                                                                                | Якоб Маркстрём | Судьи: Шон Макфарлейн Андре Шрадер Линейные судьи: Джейк Дэвис Шейн Густафсон |
|                                                   | Голы:       |                                                                                        |                | Судьи: Шон Макфарлейн Андре Шрадер Линейные судьи: Джейк Дэвис Шейн Густафсон |
| Харри Песонен (М. Лехтонен, Х. Бьёрнинен) — 53:04 | 0:1 0:2 1:2 | 04:45 — Лео Карлссон (Э. Густафссон, Л. Рэймонд) (бол.) 27:23 — Ю. Бродин (Л. Рэймонд) |                | Судьи: Шон Макфарлейн Андре Шрадер Линейные судьи: Джейк Дэвис Шейн Густафсон |
|                                                   |             |                                                                                        |                | Судьи: Шон Макфарлейн Андре Шрадер Линейные судьи: Джейк Дэвис Шейн Густафсон |
|                                                   |             |                                                                                        |                | Судьи: Шон Макфарлейн Андре Шрадер Линейные судьи: Джейк Дэвис Шейн Густафсон |
|                                                   |             |                                                                                        |                | Судьи: Шон Макфарлейн Андре Шрадер Линейные судьи: Джейк Дэвис Шейн Густафсон |
| 8 мин                                             | Штраф       | 2 мин                                                                                  |                | Судьи: Шон Макфарлейн Андре Шрадер Линейные судьи: Джейк Дэвис Шейн Густафсон |
|                                                   |             |                                                                                        |                |                                                                               |
|                                                   | 19          | Броски                                                                                 | 41             |                                                                               |

| 13 мая 2025 16:20 | Словения | 2 : 5 (0:0, 2:4, 0:1) | Латвия | «Авичи-Арена», Стокгольм Зрителей: 3423 |

| Отчёт                                                   | Отчёт                       | Отчёт | Отчёт                             | Отчёт                                                                                      |
| ------------------------------------------------------- | --------------------------- | --- | --------------------------------- | ------------------------------------------------------------------------------------------ |
|                                                         |                             | |                                   |                                                                                            |
|                                                         | Лукаш Хорак — 00:00-60:00   | Вратари | 00:00-60:00 — Кристерс Гудлевскис | Судьи: Майкл Кэмпбелл Кристоффер Хольм Линейные судьи: Альберт Анкерстьерне Томми Нииттюля |
|                                                         | Голы:                       | |                                   | Судьи: Майкл Кэмпбелл Кристоффер Хольм Линейные судьи: Альберт Анкерстьерне Томми Нииттюля |
| Марцел Махковец (Н Симшич) — 22:40 Блаж Грегорц — 32:54 | 1:0 1:1 1:2 1:3 2:3 2:4 2:5 | 28:50 — Кристианс Рубинс (Х Эгле, Т Андерсонс) 32:02 — Анри Равинскис (Э. Тралмакс, Я Якс) 32:23 — Мартиньш Дзиеркалс (Т Андерсонс) 33:45 — Данс Лочмелис (Р Мамчикс, Э. Тралмакс) 54:16 — Эдуардс Тралмакс (Кристианс Рубинс) |                                   | Судьи: Майкл Кэмпбелл Кристоффер Хольм Линейные судьи: Альберт Анкерстьерне Томми Нииттюля |
|                                                         |                             | |                                   | Судьи: Майкл Кэмпбелл Кристоффер Хольм Линейные судьи: Альберт Анкерстьерне Томми Нииттюля |
|                                                         |                             | |                                   | Судьи: Майкл Кэмпбелл Кристоффер Хольм Линейные судьи: Альберт Анкерстьерне Томми Нииттюля |
|                                                         |                             | |                                   | Судьи: Майкл Кэмпбелл Кристоффер Хольм Линейные судьи: Альберт Анкерстьерне Томми Нииттюля |
| 0 мин                                                   | Штраф                       | 4 мин |                                   | Судьи: Майкл Кэмпбелл Кристоффер Хольм Линейные судьи: Альберт Анкерстьерне Томми Нииттюля |
|                                                         |                             | |                                   |                                                                                            |
|                                                         | 18                          | Броски | 24                                |                                                                                            |

| 13 мая 2025 20:20 | Канада | 5 : 0 (2:0, 1:0, 2:0) | Франция | «Авичи-Арена», Стокгольм Зрителей: 4124 |

| Отчёт | Отчёт                            | Отчёт   | Отчёт                       | Отчёт                                                                     |
| --- | -------------------------------- | ------- | --------------------------- | ------------------------------------------------------------------------- |
| |                                  |         |                             |                                                                           |
| | Джордан Биннингтон — 00:00-60:00 | Вратари | 00:00-60:00 — Винсент Лорка | Судьи: Ян Грибик Мико Каукокари Линейные судьи: Иржи Ондрачек Дэвис Зунде |
| | Голы:                            |         |                             | Судьи: Ян Грибик Мико Каукокари Линейные судьи: Иржи Ондрачек Дэвис Зунде |
| Бо Хорват (Т. Фёрстер) — 06:32 У. Кайлле (К. Джонсон, Р. О’Райли) — 12:11 С. Кросби (Б. Монтур) (бол.) — 37:31 Бо Хорват (Т. Конекни, Н. Маккиннон) (бол.) — 43:57 Б. Монтур (Б. Хэйтон, Б. Шенн) — 51:05 | 1:0 2:0 3:0 4:0 5:0              |         |                             | Судьи: Ян Грибик Мико Каукокари Линейные судьи: Иржи Ондрачек Дэвис Зунде |
| |                                  |         |                             | Судьи: Ян Грибик Мико Каукокари Линейные судьи: Иржи Ондрачек Дэвис Зунде |
| |                                  |         |                             | Судьи: Ян Грибик Мико Каукокари Линейные судьи: Иржи Ондрачек Дэвис Зунде |
| |                                  |         |                             | Судьи: Ян Грибик Мико Каукокари Линейные судьи: Иржи Ондрачек Дэвис Зунде |
| 2 мин | Штраф                            | 4 мин   |                             | Судьи: Ян Грибик Мико Каукокари Линейные судьи: Иржи Ондрачек Дэвис Зунде |
| |                                  |         |                             |                                                                           |
| | 36                               | Броски  | 15                          |                                                                           |

| 14 мая 2025 16:20 | Словакия | 2 : 1 (0:0, 1:1, 1:0) | Франция | «Авичи-Арена», Стокгольм Зрителей: 2915 |

| Отчёт                                                                                            | Отчёт                        | Отчёт                               | Отчёт                       | Отчёт                                                                         |
| ------------------------------------------------------------------------------------------------ | ---------------------------- | ----------------------------------- | --------------------------- | ----------------------------------------------------------------------------- |
|                                                                                                  |                              |                                     |                             |                                                                               |
|                                                                                                  | Самуэль Главай — 00:00-60:00 | Вратари                             | 00:00-60:00 — Антуан Келлер | Судьи: Майкл Кэмпбелл Андре Шрадер Линейные судьи: Джейк Дэвис Томми Нииттюля |
|                                                                                                  | Голы:                        |                                     |                             | Судьи: Майкл Кэмпбелл Андре Шрадер Линейные судьи: Джейк Дэвис Томми Нииттюля |
| Мартин Хромяк (С. Гонзек, Д. Дворский) — 29:32 Мислав Росандич (М. Чайкович, М. Криштоф) — 49:13 | 1:0 1:1 2:1                  | 34:34 — Луи Будон (О. Дер, С. Трей) |                             | Судьи: Майкл Кэмпбелл Андре Шрадер Линейные судьи: Джейк Дэвис Томми Нииттюля |
|                                                                                                  |                              |                                     |                             | Судьи: Майкл Кэмпбелл Андре Шрадер Линейные судьи: Джейк Дэвис Томми Нииттюля |
|                                                                                                  |                              |                                     |                             | Судьи: Майкл Кэмпбелл Андре Шрадер Линейные судьи: Джейк Дэвис Томми Нииттюля |
|                                                                                                  |                              |                                     |                             | Судьи: Майкл Кэмпбелл Андре Шрадер Линейные судьи: Джейк Дэвис Томми Нииттюля |
| 4 мин                                                                                            | Штраф                        | 8 мин                               |                             | Судьи: Майкл Кэмпбелл Андре Шрадер Линейные судьи: Джейк Дэвис Томми Нииттюля |
|                                                                                                  |                              |                                     |                             |                                                                               |
|                                                                                                  | 35                           | Броски                              | 20                          |                                                                               |

| 14 мая 2025 20:20 | Латвия | 0 : 6 (0:0, 0:2, 0:4) | Швеция | «Авичи-Арена», Стокгольм Зрителей: 12 533 |

| Отчёт  | Отчёт                             | Отчёт | Отчёт                        | Отчёт                                                                             |
| ------ | --------------------------------- | --- | ---------------------------- | --------------------------------------------------------------------------------- |
|        |                                   | |                              |                                                                                   |
|        | Кристерс Гудлевскис — 00:00-60:00 | Вратари | 00:00-60:00 — Самуэль Эрссон | Судьи: Мико Каукокари Михаэль Черриг Линейные судьи: Иржи Ондрачек Доминик Шлегел |
|        | Голы:                             | |                              | Судьи: Мико Каукокари Михаэль Черриг Линейные судьи: Иржи Ондрачек Доминик Шлегел |
|        | 0:1 0:2 0:3 0:4 0:5 0:6           | 30:15 — Расмус Андерссон (Э. Линдхольм) 30:27 — Антон Бенгтссон (А. Веннберг, Ю. Бродин) 40:36 — Лукас Рэймонд (Л. Карлссон, И. Лундестрём) 48:32 — А. Ларссон (Й. Фрёден, Л. Карлссон) 50:46 — М. Зибанежад (А. Веннберг, Ю. Бродин) 58:49 — Элиас Линдхольм (Й. Фрёден, Л. Рэймонд) |                              | Судьи: Мико Каукокари Михаэль Черриг Линейные судьи: Иржи Ондрачек Доминик Шлегел |
|        |                                   | |                              | Судьи: Мико Каукокари Михаэль Черриг Линейные судьи: Иржи Ондрачек Доминик Шлегел |
|        |                                   | |                              | Судьи: Мико Каукокари Михаэль Черриг Линейные судьи: Иржи Ондрачек Доминик Шлегел |
|        |                                   | |                              | Судьи: Мико Каукокари Михаэль Черриг Линейные судьи: Иржи Ондрачек Доминик Шлегел |
| 10 мин | Штраф                             | 4 мин |                              | Судьи: Мико Каукокари Михаэль Черриг Линейные судьи: Иржи Ондрачек Доминик Шлегел |
|        |                                   | |                              |                                                                                   |
|        | 20                                | Броски | 27                           |                                                                                   |

| 15 мая 2025 16:20 | Финляндия | 9 : 1 (3:0, 4:1, 2:0) | Словения | «Авичи-Арена», Стокгольм Зрителей: 3875 |

| Отчёт | Отчёт                                   | Отчёт                                      | Отчёт                        | Отчёт                                                                      |
| --- | --------------------------------------- | ------------------------------------------ | ---------------------------- | -------------------------------------------------------------------------- |
| |                                         |                                            |                              |                                                                            |
| | Юусе Сарос — 00:00-60:00                | Вратари                                    | 00:00-60:00 — Матия Пинтарич | Судьи: Мадс Франдсен Ян Грибик Линейные судьи: Лудвиг Лундгрен Дэвис Зунде |
| | Голы:                                   |                                            |                              | Судьи: Мадс Франдсен Ян Грибик Линейные судьи: Лудвиг Лундгрен Дэвис Зунде |
| Мика Лехтонен (Э. Эрхольц, Х. Песонен) — 02:43 Мика Лехтонен (Т. Терявяйнен, В. Саариярви) — 07:26 Вили Саариярви (Л. Хямеэнахо, П. Пуйстола) — 11:33 Ээли Толванен (Т. Терявяйнен, Ю. Ламмикко) — 26:52 Ленни Хямеэнахо (В. Мереля, Ю. Пярссинен) — 28:32 Ээли Толванен (Т. Терявяйнен, В. Саариярви) — 35:42 Ээли Толванен (Т. Терявяйнен, А. Леппянен) — 39:35 Николас Матинпало (Т. Терявяйнен) — 42:28 Ээли Толванен (Т. Терявяйнен, Р. Сало) — 52:54 | 1:0 2:0 3:0 3:1 4:1 5:1 6:1 7:1 8:1 9:1 | 24:00 — Бине Машич (М. Махковец, Я. Дрозг) |                              | Судьи: Мадс Франдсен Ян Грибик Линейные судьи: Лудвиг Лундгрен Дэвис Зунде |
| |                                         |                                            |                              | Судьи: Мадс Франдсен Ян Грибик Линейные судьи: Лудвиг Лундгрен Дэвис Зунде |
| |                                         |                                            |                              | Судьи: Мадс Франдсен Ян Грибик Линейные судьи: Лудвиг Лундгрен Дэвис Зунде |
| |                                         |                                            |                              | Судьи: Мадс Франдсен Ян Грибик Линейные судьи: Лудвиг Лундгрен Дэвис Зунде |
| 2 мин | Штраф                                   | 4 мин                                      |                              | Судьи: Мадс Франдсен Ян Грибик Линейные судьи: Лудвиг Лундгрен Дэвис Зунде |
| |                                         |                                            |                              |                                                                            |
| | 37                                      | Броски                                     | 17                           |                                                                            |

| 15 мая 2025 20:20 | Канада | 5 : 1 (0:1, 2:0, 3:0) | Австрия | «Авичи-Арена», Стокгольм Зрителей: 5259 |

| Отчёт | Отчёт                          | Отчёт                                             | Отчёт                         | Отчёт                                                                                      |
| --- | ------------------------------ | ------------------------------------------------- | ----------------------------- | ------------------------------------------------------------------------------------------ |
| |                                |                                                   |                               |                                                                                            |
| | Марк-Андре Флёри — 00:00-60:00 | Вратари                                           | 00:00-60:00 — Флориан Форауэр | Судьи: Кристоффер Хольм Шон Макфарлейн Линейные судьи: Альберт Анкерстьерне Шейн Густафсон |
| | Голы:                          |                                                   |                               | Судьи: Кристоффер Хольм Шон Макфарлейн Линейные судьи: Альберт Анкерстьерне Шейн Густафсон |
| Натан Маккиннон (Б. Монтур, Б. Хорват]) — 21:59 Натан Маккиннон (Б. Монтур, Ф. Дано) — 33:10 Трэвис Конекни (У. Кайлле, Н. Добсон) — 48:32 (У. Кайлле (Т. Конекни, Б. Монтур) — 51:42 С. Кросби (Б. Хорват, Н. Маккиннон) — 58:27 | 0:1 :1 2:1 3:1 4:1 5:1         | 11:20 — Винценц Рорер (Б. Леблер, Б. Баумгартнер) |                               | Судьи: Кристоффер Хольм Шон Макфарлейн Линейные судьи: Альберт Анкерстьерне Шейн Густафсон |
| |                                |                                                   |                               | Судьи: Кристоффер Хольм Шон Макфарлейн Линейные судьи: Альберт Анкерстьерне Шейн Густафсон |
| |                                |                                                   |                               | Судьи: Кристоффер Хольм Шон Макфарлейн Линейные судьи: Альберт Анкерстьерне Шейн Густафсон |
| |                                |                                                   |                               | Судьи: Кристоффер Хольм Шон Макфарлейн Линейные судьи: Альберт Анкерстьерне Шейн Густафсон |
| 4 мин | Штраф                          | 4 мин                                             |                               | Судьи: Кристоффер Хольм Шон Макфарлейн Линейные судьи: Альберт Анкерстьерне Шейн Густафсон |
| |                                |                                                   |                               |                                                                                            |
| | 52                             | Броски                                            | 16                            |                                                                                            |

| 16 мая 2025 16:20 | Австрия | 5 : 2 (3:0, 0:0, 2:2) | Франция | «Авичи-Арена», Стокгольм Зрителей: 4873 |

| Отчёт | Отчёт                       | Отчёт                                                                                              | Отчёт                        | Отчёт                                                                            |
| --- | --------------------------- | -------------------------------------------------------------------------------------------------- | ---------------------------- | -------------------------------------------------------------------------------- |
| |                             | |                              |                                                                                  |
| | Давид Киккерт — 00:00-60:00 | Вратари                                                                                            | Антуан Келлер Кантен Папийон | Судьи: Мико Каукокари Андре Шрадер Линейные судьи: Томми Нииттюля Доминик Шлегел |
| | Голы:                       | |                              | Судьи: Мико Каукокари Андре Шрадер Линейные судьи: Томми Нииттюля Доминик Шлегел |
| Марко Каспер (Д. Цвергер, К. Унтервегер) — 00:39 Винценц Рорер (Л. Гаудум, Б. Леблер) — 07:58 Рамон Шнетцер — 15:30 Марко Каспер (Д. Цвергер, В. Рорер) — 57:56 Петер Шнайдер (Д. Цвергер) — 59:09 | 1:0 2:0 3:0 3:1 4:1 4:2 5:2 | 50:09 — Жордан Перре (П-Э. Белльмар, А. Тексье) 58:26 — Пьер-Эдуард Белльмар (А. Тексье, Ж. Перре) |                              | Судьи: Мико Каукокари Андре Шрадер Линейные судьи: Томми Нииттюля Доминик Шлегел |
| |                             | |                              | Судьи: Мико Каукокари Андре Шрадер Линейные судьи: Томми Нииттюля Доминик Шлегел |
| |                             | |                              | Судьи: Мико Каукокари Андре Шрадер Линейные судьи: Томми Нииттюля Доминик Шлегел |
| |                             | |                              | Судьи: Мико Каукокари Андре Шрадер Линейные судьи: Томми Нииттюля Доминик Шлегел |
| 14 мин | Штраф                       | 6 мин                                                                                              |                              | Судьи: Мико Каукокари Андре Шрадер Линейные судьи: Томми Нииттюля Доминик Шлегел |
| |                             | |                              |                                                                                  |
| | 24                          | Броски                                                                                             | 23                           |                                                                                  |

| 16 мая 2025 20:20 | Швеция | 4 : 0 (0:0, 2:0, 2:0) | Словения | «Авичи-Арена», Стокгольм Зрителей: 12 530 |

| Отчёт | Отчёт                        | Отчёт   | Отчёт                     | Отчёт                                                                                    |
| --- | ---------------------------- | ------- | ------------------------- | ---------------------------------------------------------------------------------------- |
| |                              |         |                           |                                                                                          |
| | Якоб Маркстрём — 00:00-60:00 | Вратари | 00:00-60:00 — Лукаш Хорак | Судьи: Шон Макфарлейн Михаэль Черриг Линейные судьи: Альберт Анкерстьерне Шейн Густафсон |
| | Голы:                        |         |                           | Судьи: Шон Макфарлейн Михаэль Черриг Линейные судьи: Альберт Анкерстьерне Шейн Густафсон |
| Элиас Линдхольм (М. Баклунд, Э. Густафссон) — 25:04 Элиас Линдхольм (М. Петтерссон, Ф. Форсберг) — 38:05 Элиас Линдхольм (Ю. Бродин, А. Ларссон) — 51:13 Маркус Юханссон (Э. Густафссон, С. Эдвинссон) — 56:08 | 1:0 2:0 3:0 4:0              |         |                           | Судьи: Шон Макфарлейн Михаэль Черриг Линейные судьи: Альберт Анкерстьерне Шейн Густафсон |
| |                              |         |                           | Судьи: Шон Макфарлейн Михаэль Черриг Линейные судьи: Альберт Анкерстьерне Шейн Густафсон |
| |                              |         |                           | Судьи: Шон Макфарлейн Михаэль Черриг Линейные судьи: Альберт Анкерстьерне Шейн Густафсон |
| |                              |         |                           | Судьи: Шон Макфарлейн Михаэль Черриг Линейные судьи: Альберт Анкерстьерне Шейн Густафсон |
| 2 мин | Штраф                        | 6 мин   |                           | Судьи: Шон Макфарлейн Михаэль Черриг Линейные судьи: Альберт Анкерстьерне Шейн Густафсон |
| |                              |         |                           |                                                                                          |
| | 60                           | Броски  | 9                         |                                                                                          |

| 17 мая 2025 12:20 | Финляндия | 2 : 1 (0:0, 1:0, 1:1) | Латвия | «Авичи-Арена», Стокгольм Зрителей: 12 530 |

| Отчёт                                                                                                  | Отчёт                    | Отчёт                                            | Отчёт                             | Отчёт                                                                            |
| --- | ------------------------ | ------------------------------------------------ | --------------------------------- | -------------------------------------------------------------------------------- |
| |                          |                                                  |                                   |                                                                                  |
| | Юусе Сарос — 00:00-60:00 | Вратари                                          | 00:00-60:00 — Кристерс Гудлевскис | Судьи: Майкл Кэмпбелл Кристоффер Хольм Линейные судьи: Джейк Дэвис Иржи Ондрачек |
| | Голы:                    |                                                  |                                   | Судьи: Майкл Кэмпбелл Кристоффер Хольм Линейные судьи: Джейк Дэвис Иржи Ондрачек |
| Юусо Пярссинен (Л. Хямеэнахо, А. Леппянен) — 27:37 Микко Лехтонен (Т. Терявяйнен, Э. Толванен) — 50:55 | 1:0 2:0 2:1              | 55:09 — Родриго Аболс (Р. Балцерс, Р. Фрейбергс) |                                   | Судьи: Майкл Кэмпбелл Кристоффер Хольм Линейные судьи: Джейк Дэвис Иржи Ондрачек |
| |                          |                                                  |                                   | Судьи: Майкл Кэмпбелл Кристоффер Хольм Линейные судьи: Джейк Дэвис Иржи Ондрачек |
| |                          |                                                  |                                   | Судьи: Майкл Кэмпбелл Кристоффер Хольм Линейные судьи: Джейк Дэвис Иржи Ондрачек |
| |                          |                                                  |                                   | Судьи: Майкл Кэмпбелл Кристоффер Хольм Линейные судьи: Джейк Дэвис Иржи Ондрачек |
| 12 мин                                                                                                 | Штраф                    | 18 мин                                           |                                   | Судьи: Майкл Кэмпбелл Кристоффер Хольм Линейные судьи: Джейк Дэвис Иржи Ондрачек |
| |                          |                                                  |                                   |                                                                                  |
| | 23                       | Броски                                           | 35                                |                                                                                  |

| 17 мая 2025 16:20 | Франция | 0 : 4 (0:2, 0:1, 0:1) | Швеция | «Авичи-Арена», Стокгольм Зрителей: 12 530 |

| Отчёт | Отчёт                       | Отчёт | Отчёт                        | Отчёт                                                                     |
| ----- | --------------------------- | --- | ---------------------------- | ------------------------------------------------------------------------- |
|       |                             | |                              |                                                                           |
|       | Антуан Келлер — 00:00-60:00 | Вратари | 00:00-60:00 — Самуэль Эрссон | Судьи: Мадс Франдсен Ян Грибик Линейные судьи: Томми Нииттюля Дэвис Зунде |
|       | Голы:                       | |                              | Судьи: Мадс Франдсен Ян Грибик Линейные судьи: Томми Нииттюля Дэвис Зунде |
|       | 0 : 1 0 : 2 0 : 3 0 : 4     | 13:27 — Лукас Рэймонд (Л. Карлссон, И. Лундестрём) 14:25 — Эмиль Хейнеман (А. Бенгтссон, Ю. Бродин) 24:39 — Элиас Линдхольм (М. Баклунд, Л. Рэймонд) 44:05 — Исак Лундестрём (Ф. Форсберг, Э. Густафссон) |                              | Судьи: Мадс Франдсен Ян Грибик Линейные судьи: Томми Нииттюля Дэвис Зунде |
|       |                             | |                              | Судьи: Мадс Франдсен Ян Грибик Линейные судьи: Томми Нииттюля Дэвис Зунде |
|       |                             | |                              | Судьи: Мадс Франдсен Ян Грибик Линейные судьи: Томми Нииттюля Дэвис Зунде |
|       |                             | |                              | Судьи: Мадс Франдсен Ян Грибик Линейные судьи: Томми Нииттюля Дэвис Зунде |
| 8 мин | Штраф                       | 10 мин |                              | Судьи: Мадс Франдсен Ян Грибик Линейные судьи: Томми Нииттюля Дэвис Зунде |
|       |                             | |                              |                                                                           |
|       | 15                          | Броски | 36                           |                                                                           |

| 17 мая 2025 20:20 | Канада | 7 : 0 (2:0, 3:0, 2:0) | Словакия | «Авичи-Арена», Стокгольм Зрителей: 12 530 |

| Отчёт | Отчёт                                     | Отчёт   | Отчёт                      | Отчёт                                                                               |
| --- | ----------------------------------------- | ------- | -------------------------- | ----------------------------------------------------------------------------------- |
| |                                           |         |                            |                                                                                     |
| | Джордан Биннингтон — 00:00-60:00          | Вратари | 00:00-60:00 — Патрик Рыбар | Судьи: Мико Каукокари Шон Макфарлейн Линейные судьи: Лудвиг Лундгрен Доминик Шлегел |
| | Голы:                                     |         |                            | Судьи: Мико Каукокари Шон Макфарлейн Линейные судьи: Лудвиг Лундгрен Доминик Шлегел |
| Брэндон Монтур (Т. Конекни, С. Кросби) — 14:44 Тайсон Фёрстер (Р. Эванс, М. Селебрини) — 15:48 С. Кросби (М. Селебрини, Б. Монтур) — 23:25 М. Селебрини (С. Кросби, М. Мэтсон) — 38:08 Н. Маккиннон (Б. Хорват, М. Мэтсон) — 38:59 С. Кросби (Н. Добсон, Т. Конекни) — 46:58 Н. Маккиннон (У. Кайлле) — 48:34 | 1 : 0 2 : 0 3 : 0 4 : 0 5 : 0 6 : 0 7 : 0 |         |                            | Судьи: Мико Каукокари Шон Макфарлейн Линейные судьи: Лудвиг Лундгрен Доминик Шлегел |
| |                                           |         |                            | Судьи: Мико Каукокари Шон Макфарлейн Линейные судьи: Лудвиг Лундгрен Доминик Шлегел |
| |                                           |         |                            | Судьи: Мико Каукокари Шон Макфарлейн Линейные судьи: Лудвиг Лундгрен Доминик Шлегел |
| |                                           |         |                            | Судьи: Мико Каукокари Шон Макфарлейн Линейные судьи: Лудвиг Лундгрен Доминик Шлегел |
| 6 мин | Штраф                                     | 10 мин  |                            | Судьи: Мико Каукокари Шон Макфарлейн Линейные судьи: Лудвиг Лундгрен Доминик Шлегел |
| |                                           |         |                            |                                                                                     |
| | 44                                        | Броски  | 14                         |                                                                                     |

| 18 мая 2025 16:20 | Словения | 2 : 3 (Б) (1:1, 0:0, 1:1, 0:0, 0:1) | Австрия | «Авичи-Арена», Стокгольм Зрителей: 3457 |

| Отчёт                                                                                  | Отчёт                     | Отчёт                                                                     | Отчёт                      | Отчёт                                                                      |
| -------------------------------------------------------------------------------------- | ------------------------- | ------------------------------------------------------------------------- | -------------------------- | -------------------------------------------------------------------------- |
|                                                                                        |                           |                                                                           |                            |                                                                            |
|                                                                                        | Лукас Хорак — 00:00-60:00 | Вратари                                                                   | 00:00-60:00 — Давид Кикерт | Судьи: Андре Шрадер Михаэль Черриг Линейные судьи: Джейк Дэвис Дэвис Зунде |
|                                                                                        | Голы:                     |                                                                           |                            | Судьи: Андре Шрадер Михаэль Черриг Линейные судьи: Джейк Дэвис Дэвис Зунде |
| Б. Грегорц (М. Махковец, К. Ограеншек) — 09:53 Р. Саболич (Я. Косич, М. Тёрёк) — 53:01 | 1 : 0 1 : 1 : 2 : 2       | 13:49 — Д. Цвергер (П. Шнайдер) 50:20 — Б. Леблер (Л. Хаудум, Д. Цвергер) |                            | Судьи: Андре Шрадер Михаэль Черриг Линейные судьи: Джейк Дэвис Дэвис Зунде |
|                                                                                        | Буллиты:                  |                                                                           |                            | Судьи: Андре Шрадер Михаэль Черриг Линейные судьи: Джейк Дэвис Дэвис Зунде |
| Я. Дрозг Р. Саболич К. Ограеншек                                                       |                           | М. Каспер Л. Хаудум Д. Цвергер Б. Баумгартнер                             |                            | Судьи: Андре Шрадер Михаэль Черриг Линейные судьи: Джейк Дэвис Дэвис Зунде |
|                                                                                        |                           |                                                                           |                            | Судьи: Андре Шрадер Михаэль Черриг Линейные судьи: Джейк Дэвис Дэвис Зунде |
| 10 мин                                                                                 | Штраф                     | 10 мин                                                                    |                            | Судьи: Андре Шрадер Михаэль Черриг Линейные судьи: Джейк Дэвис Дэвис Зунде |
|                                                                                        |                           |                                                                           |                            |                                                                            |
|                                                                                        | 16                        | Броски                                                                    | 33                         |                                                                            |

| 18 мая 2025 20:20 | Словакия | 1 : 5 (1:1, 0:3, 0:1) | Латвия | «Авичи-Арена», Стокгольм Зрителей: 7894 |

| Отчёт                                    | Отчёт                             | Отчёт | Отчёт                             | Отчёт                                                                              |
| ---------------------------------------- | --------------------------------- | --- | --------------------------------- | ---------------------------------------------------------------------------------- |
|                                          |                                   | |                                   |                                                                                    |
|                                          | Самуэль Главай — 00:00-60:00      | Вратари | 00:00-60:00 — Кристерс Гудлевскис | Судьи: Майкл Кэмпбелл Мико Каукокари Линейные судьи: Шейн Густафсон Томми Нииттюля |
|                                          | Голы:                             | |                                   | Судьи: Майкл Кэмпбелл Мико Каукокари Линейные судьи: Шейн Густафсон Томми Нииттюля |
| С. Чедерле (С. Такач, С. Княжко) — 09:16 | 0 : 1 : 1 1 : 2 1 : 3 1 : 4 1 : 5 | 02:44 — Х. Эгле (Т. Андерсонс, Я. Якс) 21:31 — Д. Лочмелис (Э. Тралмакс) 25:52 — Р. Букартс 34:29 — Т. Андерсонс (М. Лавиньш, Х. Эгле) 56:22 — Р. Аболс (К. Даугавиньш) |                                   | Судьи: Майкл Кэмпбелл Мико Каукокари Линейные судьи: Шейн Густафсон Томми Нииттюля |
|                                          |                                   | |                                   | Судьи: Майкл Кэмпбелл Мико Каукокари Линейные судьи: Шейн Густафсон Томми Нииттюля |
|                                          |                                   | |                                   | Судьи: Майкл Кэмпбелл Мико Каукокари Линейные судьи: Шейн Густафсон Томми Нииттюля |
|                                          |                                   | |                                   | Судьи: Майкл Кэмпбелл Мико Каукокари Линейные судьи: Шейн Густафсон Томми Нииттюля |
| 6 мин                                    | Штраф                             | 6 мин |                                   | Судьи: Майкл Кэмпбелл Мико Каукокари Линейные судьи: Шейн Густафсон Томми Нииттюля |
|                                          |                                   | |                                   |                                                                                    |
|                                          | 27                                | Броски | 31                                |                                                                                    |

| 19 мая 2025 16:20 | Франция | 1 : 3 (0:2, 0:0, 1:1) | Словения | «Авичи-Арена», Стокгольм Зрителей: 3273 |

| Отчёт                                | Отчёт                        | Отчёт | Отчёт                     | Отчёт                                                                                |
| ------------------------------------ | ---------------------------- | --- | ------------------------- | ------------------------------------------------------------------------------------ |
|                                      |                              | |                           |                                                                                      |
|                                      | Кантен Папийон — 00:00-60:00 | Вратари                                                                                                   | 00:00-60:00 — Лукас Хорак | Судьи: Мадс Франдсен Андре Шрадер Линейные судьи: Альберт Анкерстьерне Иржи Ондрачек |
|                                      | Голы:                        | |                           | Судьи: Мадс Франдсен Андре Шрадер Линейные судьи: Альберт Анкерстьерне Иржи Ондрачек |
| Тим Бозон (Александр Тексье) — 58:05 | 0 : 1 0 : 2 1 : 2 1 : 3      | 09:22 — Жан Езовшек (Б. Машич, Р. Капель) 16:21 — Ник Симшич (Р. Капель, М. Махковец) 59:45 — Матич Тёрёк |                           | Судьи: Мадс Франдсен Андре Шрадер Линейные судьи: Альберт Анкерстьерне Иржи Ондрачек |
|                                      |                              | |                           | Судьи: Мадс Франдсен Андре Шрадер Линейные судьи: Альберт Анкерстьерне Иржи Ондрачек |
|                                      |                              | |                           | Судьи: Мадс Франдсен Андре Шрадер Линейные судьи: Альберт Анкерстьерне Иржи Ондрачек |
|                                      |                              | |                           | Судьи: Мадс Франдсен Андре Шрадер Линейные судьи: Альберт Анкерстьерне Иржи Ондрачек |
| 8 мин                                | Штраф                        | 4 мин |                           | Судьи: Мадс Франдсен Андре Шрадер Линейные судьи: Альберт Анкерстьерне Иржи Ондрачек |
|                                      |                              | |                           |                                                                                      |
|                                      | 29                           | Броски | 25                        |                                                                                      |

| 19 мая 2025 20:20 | Канада | 1 : 2 (Б) (0:0, 1:0, 0:1, 0:0, 0:1) | Финляндия | «Авичи-Арена», Стокгольм Зрителей: 12 530 |

| Отчёт                                                    | Отчёт                          | Отчёт                                                         | Отчёт                    | Отчёт                                                                         |
| -------------------------------------------------------- | ------------------------------ | ------------------------------------------------------------- | ------------------------ | ----------------------------------------------------------------------------- |
|                                                          |                                |                                                               |                          |                                                                               |
|                                                          | Марк-Андре Флёри — 00:00-60:00 | Вратари                                                       | 00:00-60:00 — Юусе Сарос | Судьи: Кристоффер Хольм Ян Грибик Линейные судьи: Лудвиг Лундгрен Дэвис Зунде |
|                                                          | Голы:                          |                                                               |                          | Судьи: Кристоффер Хольм Ян Грибик Линейные судьи: Лудвиг Лундгрен Дэвис Зунде |
| Р. О’Райли (Н. Добсон) — 37:57                           | 1 : 0 1 : 1                    | 47:01 — П. Пуйстола (Н. Матинпало, Х. Бьёрнинен)              |                          | Судьи: Кристоффер Хольм Ян Грибик Линейные судьи: Лудвиг Лундгрен Дэвис Зунде |
|                                                          | Буллиты:                       |                                                               |                          | Судьи: Кристоффер Хольм Ян Грибик Линейные судьи: Лудвиг Лундгрен Дэвис Зунде |
| Р. О’Райли К. Джонсон С. Кросби Н. Маккиннон А. Фантилли |                                | П. Пуйстола Т. Терявяйнен Э. Толванен М. Пююхтия Л. Хямеэнахо |                          | Судьи: Кристоффер Хольм Ян Грибик Линейные судьи: Лудвиг Лундгрен Дэвис Зунде |
|                                                          |                                |                                                               |                          | Судьи: Кристоффер Хольм Ян Грибик Линейные судьи: Лудвиг Лундгрен Дэвис Зунде |
| 8 мин                                                    | Штраф                          | 4 мин                                                         |                          | Судьи: Кристоффер Хольм Ян Грибик Линейные судьи: Лудвиг Лундгрен Дэвис Зунде |
|                                                          |                                |                                                               |                          |                                                                               |
|                                                          | 38                             | Броски                                                        | 22                       |                                                                               |

| 20 мая 2025 12:20 | Латвия | 1 : 6 (0:1, 1:2, 0:3) | Австрия | «Авичи-Арена», Стокгольм Зрителей: 4973 |

| Отчёт                                           | Отчёт                                     | Отчёт | Отчёт                      | Отчёт                                                                          |
| ----------------------------------------------- | ----------------------------------------- | --- | -------------------------- | ------------------------------------------------------------------------------ |
|                                                 |                                           | |                            |                                                                                |
|                                                 | Кристерс Гудлевскис — 00:00-60:00         | Вратари | 00:00-60:00 — Давид Кикерт | Судьи: Шон Макфарлейн Ян Грибик Линейные судьи: Лудвиг Лундгрен Томми Нииттюля |
|                                                 | Голы:                                     | |                            | Судьи: Шон Макфарлейн Ян Грибик Линейные судьи: Лудвиг Лундгрен Томми Нииттюля |
| Э. Тралмакс (Д. Лочмелис, А. Равинскис) — 28:03 | 0 : 1 0 : 2 0 : 3 1 : 3 1 : 4 1 : 5 1 : 6 | 17:08 — Д. Цвергер (Л. Талер) 23:57 — Б. Баумгартнер (М. Каспер, Д. Хайнрих) 25:38 — В. Рорер 44:28 — Т. Раффль (П. Шнайдер) 52:29 — Д. Цвергер (П. Шнайдер, М. Каспер) 57:18 — В. Рорер |                            | Судьи: Шон Макфарлейн Ян Грибик Линейные судьи: Лудвиг Лундгрен Томми Нииттюля |
|                                                 |                                           | |                            | Судьи: Шон Макфарлейн Ян Грибик Линейные судьи: Лудвиг Лундгрен Томми Нииттюля |
|                                                 |                                           | |                            | Судьи: Шон Макфарлейн Ян Грибик Линейные судьи: Лудвиг Лундгрен Томми Нииттюля |
|                                                 |                                           | |                            | Судьи: Шон Макфарлейн Ян Грибик Линейные судьи: Лудвиг Лундгрен Томми Нииттюля |
| 6 мин                                           | Штраф                                     | 8 мин |                            | Судьи: Шон Макфарлейн Ян Грибик Линейные судьи: Лудвиг Лундгрен Томми Нииттюля |
|                                                 |                                           | |                            |                                                                                |
|                                                 | 29                                        | Броски | 24                         |                                                                                |

| 20 мая 2025 16:20 | Словакия | 1 : 2 (0:1, 0:1, 1:0) | Финляндия | «Авичи-Арена», Стокгольм Зрителей: 10 467 |

| Отчёт                                      | Отчёт                        | Отчёт                                                                                          | Отчёт                     | Отчёт                                                                                     |
| ------------------------------------------ | ---------------------------- | ---------------------------------------------------------------------------------------------- | ------------------------- | ----------------------------------------------------------------------------------------- |
|                                            |                              |                                                                                                |                           |                                                                                           |
|                                            | Самуэль Главай — 00:00-60:00 | Вратари                                                                                        | 00:00-60:00 — Эмиль Ларми | Судьи: Майкл Кэмпбелл Кристоффер Хольм Линейные судьи: Иржи Ондрачек Альберт Анкерстьерне |
|                                            | Голы:                        |                                                                                                |                           | Судьи: Майкл Кэмпбелл Кристоффер Хольм Линейные судьи: Иржи Ондрачек Альберт Анкерстьерне |
| Р. Лантоши (П. Регенда, М. Сукель) — 54:42 | 0 : 1 0 : 2 1 : 2            | 05:18 — П. Пуйстола (В. Саариярви, Ю. Пярссинен) 38:17 — В. Мереля (Я-М. Ярвинен, Р. Риссанен) |                           | Судьи: Майкл Кэмпбелл Кристоффер Хольм Линейные судьи: Иржи Ондрачек Альберт Анкерстьерне |
|                                            |                              |                                                                                                |                           | Судьи: Майкл Кэмпбелл Кристоффер Хольм Линейные судьи: Иржи Ондрачек Альберт Анкерстьерне |
|                                            |                              |                                                                                                |                           | Судьи: Майкл Кэмпбелл Кристоффер Хольм Линейные судьи: Иржи Ондрачек Альберт Анкерстьерне |
|                                            |                              |                                                                                                |                           | Судьи: Майкл Кэмпбелл Кристоффер Хольм Линейные судьи: Иржи Ондрачек Альберт Анкерстьерне |
| 8 мин                                      | Штраф                        | 6 мин                                                                                          |                           | Судьи: Майкл Кэмпбелл Кристоффер Хольм Линейные судьи: Иржи Ондрачек Альберт Анкерстьерне |
|                                            |                              |                                                                                                |                           |                                                                                           |
|                                            | 30                           | Броски                                                                                         | 24                        |                                                                                           |

| 20 мая 2025 20:20 | Швеция | 3 : 5 (1:3, 1:1, 1:1) | Канада | «Авичи-Арена», Стокгольм Зрителей: 12 530 |

| Отчёт | Отчёт                                         | Отчёт | Отчёт                            | Отчёт                                                                            |
| --- | --------------------------------------------- | --- | -------------------------------- | -------------------------------------------------------------------------------- |
| |                                               | |                                  |                                                                                  |
| | Якоб Маркстрём — 00:00-60:00                  | Вратари | 00:00-60:00 — Джордан Биннингтон | Судьи: Мико Каукокари Андре Шрадер Линейные судьи: Шейн Густафсон Доминик Шлегел |
| | Голы:                                         | |                                  | Судьи: Мико Каукокари Андре Шрадер Линейные судьи: Шейн Густафсон Доминик Шлегел |
| Элиас Линдхольм — 03:47 М. Юханссон (Ф. Форсберг, Л. Рэймонд) — 23:02 Р. Андерссон (М. Юханссон, Л. Карлссон) — 56:52 | 0 : 1 : 1 1 : 2 1 : 3 2 : 3 2 : 4 2 : 5 3 : 5 | 00:18 — Т. Сэнхайм (Н. Маккиннон, Т. Конекни) 07:15 — Т. Фёрстер (Д. Спёрджон, С. Кросби) 13:01 — Р. О’Райли (Т. Конекни, Н. Маккиннон) 30:50 — М. Селебрини (С. Кросби, Д. Спёрджон) 44:11 — Н. Маккиннон (Т. Конекни, Р.Эванс) |                                  | Судьи: Мико Каукокари Андре Шрадер Линейные судьи: Шейн Густафсон Доминик Шлегел |
| |                                               | |                                  | Судьи: Мико Каукокари Андре Шрадер Линейные судьи: Шейн Густафсон Доминик Шлегел |
| |                                               | |                                  | Судьи: Мико Каукокари Андре Шрадер Линейные судьи: Шейн Густафсон Доминик Шлегел |
| |                                               | |                                  | Судьи: Мико Каукокари Андре Шрадер Линейные судьи: Шейн Густафсон Доминик Шлегел |
| 10 мин | Штраф                                         | 12 мин |                                  | Судьи: Мико Каукокари Андре Шрадер Линейные судьи: Шейн Густафсон Доминик Шлегел |
| |                                               | |                                  |                                                                                  |
| | 28                                            | Броски | 24                               |                                                                                  |

### Группа В
Группа B (Хернинг, Дания)
| М | Сборная   | И | В | ВО | ПО | П | ШЗ | ШП | РШ  | О  |
| - | --------- | - | - | -- | -- | - | -- | -- | --- | -- |
| 1 | Швейцария | 7 | 6 | 0  | 1  | 0 | 34 | 9  | +25 | 19 |
| 2 | США       | 7 | 5 | 1  | 0  | 1 | 34 | 14 | +20 | 17 |
| 3 | Чехия     | 7 | 5 | 1  | 0  | 1 | 35 | 14 | +21 | 17 |
| 4 | Дания     | 7 | 3 | 1  | 0  | 3 | 25 | 24 | +1  | 11 |
| 5 | Германия  | 7 | 3 | 0  | 1  | 3 | 20 | 22 | -2  | 10 |
| 6 | Норвегия  | 7 | 1 | 0  | 1  | 5 | 13 | 24 | -11 | 4  |
| 7 | Венгрия   | 7 | 1 | 0  | 0  | 6 | 8  | 39 | -31 | 3  |
| 8 | Казахстан | 7 | 1 | 0  | 0  | 6 | 9  | 32 | -23 | 3  |

#### Результаты
| 9 мая 2025 16:20 | Швейцария | 4 : 5 (ОТ) (2:1, 0:2, 2:1, 0:1) | Чехия | «Йюске-банк-боксен», Хернинг Зрителей: 10 500 |

| Отчёт | Отчёт                              | Отчёт | Отчёт                        | Отчёт                                                                           |
| --- | ---------------------------------- | --- | ---------------------------- | ------------------------------------------------------------------------------- |
| |                                    | |                              |                                                                                 |
| | Леонардо Дженони — 00:00-60:00     | Вратари | 00:00-60:00 — Карел Веймелка | Судьи: Андрис Ансонс Тобиас Бьёрк Линейные судьи: Онни Хаутамяки Андрес Никвист |
| | Голы:                              | |                              | Судьи: Андрис Ансонс Тобиас Бьёрк Линейные судьи: Онни Хаутамяки Андрес Никвист |
| Кристиан Марти (Г. Хофман, М. Фора) — 01:34 Дамьен Риат (Й. Зигенталер, Д. Кукан) — 17:50 Сандро Шмид (Г. Хофман) — 41:21 Свен Андригетто (К. Марти, Д. Мальгин) — 49:00 | 1:0 2:0 2:1 2:2 2:3 :3 4:3 4:4 4:5 | 19:41 — Матей Странский (Д. Пастрняк, Р. Червенка) 26:01 — Филип Задина (Я. Крейчик, М. Шпачек) 35:33 — Филип Пирохта (Ф. Задина, Д. Шпачек) 56:13 — Лукаш Седлак (Ф. Гронек, Р. Червенка) 62:30 — Роман Червенка (Д. Пастрняк, К. Веймелка) |                              | Судьи: Андрис Ансонс Тобиас Бьёрк Линейные судьи: Онни Хаутамяки Андрес Никвист |
| |                                    | |                              | Судьи: Андрис Ансонс Тобиас Бьёрк Линейные судьи: Онни Хаутамяки Андрес Никвист |
| |                                    | |                              | Судьи: Андрис Ансонс Тобиас Бьёрк Линейные судьи: Онни Хаутамяки Андрес Никвист |
| |                                    | |                              | Судьи: Андрис Ансонс Тобиас Бьёрк Линейные судьи: Онни Хаутамяки Андрес Никвист |
| 6 (4+0+2+0) мин | Штраф                              | 4 (0+2+2+0) мин |                              | Судьи: Андрис Ансонс Тобиас Бьёрк Линейные судьи: Онни Хаутамяки Андрес Никвист |
| |                                    | |                              |                                                                                 |
| | 20 (7+3+8+2)                       | Броски | 29 (8+15+5+1)                |                                                                                 |

| 9 мая 2025 20:20 | Дания | 0 : 5 (0:1, 0:2, 0:2) | США | «Йюске-банк-боксен», Хернинг Зрителей: 10 500 |

| Отчёт | Отчёт                        | Отчёт | Отчёт                       | Отчёт                                                                                |
| ----- | ---------------------------- | --- | --------------------------- | ------------------------------------------------------------------------------------ |
|       |                              | |                             |                                                                                      |
|       | Фредерик Дихов — 00:00-60:00 | Вратари | 00:00-60:00 — Джоуи Даккорд | Судьи: Кристоффер Хольм Мико Каукокари Линейные судьи: Ото Дурмис Таррингтон Вионзек |
|       | Голы:                        | |                             | Судьи: Кристоффер Хольм Мико Каукокари Линейные судьи: Ото Дурмис Таррингтон Вионзек |
|       | 0:1 0:2 0:3 0:4 0:5          | 17:52 — Каттер Готье (М. Кесселринг) 23:59 — Логан Кули (К. Гарленд, Т. Томпсон) 28:32 — Мэтти Бенирс (Э. Пик, М. Лорей) 49:31 — Мейсон Лорей (М. Кесселринг) 56:16 — Мэтти Бенирс (К. Готье, У. Смит) |                             | Судьи: Кристоффер Хольм Мико Каукокари Линейные судьи: Ото Дурмис Таррингтон Вионзек |
|       |                              | |                             | Судьи: Кристоффер Хольм Мико Каукокари Линейные судьи: Ото Дурмис Таррингтон Вионзек |
|       |                              | |                             | Судьи: Кристоффер Хольм Мико Каукокари Линейные судьи: Ото Дурмис Таррингтон Вионзек |
|       |                              | |                             | Судьи: Кристоффер Хольм Мико Каукокари Линейные судьи: Ото Дурмис Таррингтон Вионзек |
| 8 мин | Штраф                        | 6 мин |                             | Судьи: Кристоффер Хольм Мико Каукокари Линейные судьи: Ото Дурмис Таррингтон Вионзек |
|       |                              | |                             |                                                                                      |
|       | 26                           | Броски | 48                          |                                                                                      |

| 10 мая 2025 13:20 | Норвегия | 1 : 2 (1:0, 0:1, 0:1) | Казахстан | «Йюске-банк-боксен», Хернинг Зрителей: 3588 |

| Отчёт                                            | Отчёт                        | Отчёт                                                                                             | Отчёт                         | Отчёт                                                                             |
| ------------------------------------------------ | ---------------------------- | ------------------------------------------------------------------------------------------------- | ----------------------------- | --------------------------------------------------------------------------------- |
|                                                  |                              |                                                                                                   |                               |                                                                                   |
|                                                  | Тобиас Норманн — 00:00-60:00 | Вратари                                                                                           | 00:00-60:00 — Максим Павленко | Судьи: Петер Стано Кристиан Викман Линейные судьи: Дэнни Бересфорд Патрик Лагузов |
|                                                  | Голы:                        |                                                                                                   |                               | Судьи: Петер Стано Кристиан Викман Линейные судьи: Дэнни Бересфорд Патрик Лагузов |
| Й. Йоханнесен (П. Эльвсвен, Х. Сальстен) — 05:33 | 1 : 0 1 : 1 : 2              | 25:08 — Роман Старченко (Н. Михайлис, В. Орехов) 52:08 — Владимир Волков (А. Асетов, Д. Кайыржан) |                               | Судьи: Петер Стано Кристиан Викман Линейные судьи: Дэнни Бересфорд Патрик Лагузов |
|                                                  |                              |                                                                                                   |                               | Судьи: Петер Стано Кристиан Викман Линейные судьи: Дэнни Бересфорд Патрик Лагузов |
|                                                  |                              |                                                                                                   |                               | Судьи: Петер Стано Кристиан Викман Линейные судьи: Дэнни Бересфорд Патрик Лагузов |
|                                                  |                              |                                                                                                   |                               | Судьи: Петер Стано Кристиан Викман Линейные судьи: Дэнни Бересфорд Патрик Лагузов |
| 8 мин                                            | Штраф                        | 8 мин                                                                                             |                               | Судьи: Петер Стано Кристиан Викман Линейные судьи: Дэнни Бересфорд Патрик Лагузов |
|                                                  |                              |                                                                                                   |                               |                                                                                   |
|                                                  | 31                           | Броски                                                                                            | 21                            |                                                                                   |

| 10 мая 2025 16:20 | Германия | 6 : 1 (2:0, 2:0, 2:1) | Венгрия | «Йюске-банк-боксен», Хернинг Зрителей: 6 184 |

| Отчёт | Отчёт                         | Отчёт                                       | Отчёт                     | Отчёт                                                                             |
| --- | ----------------------------- | ------------------------------------------- | ------------------------- | --------------------------------------------------------------------------------- |
| |                               |                                             |                           |                                                                                   |
| | Филипп Грубауэр — 00:00-60:00 | Вратари                                     | 00:00-60:00 — Бенце Балиж | Судьи: Мико Каукокари Кристиан Офнер Линейные судьи: Онн Хаутамяки Андерс Нюквист |
| | Голы:                         |                                             |                           | Судьи: Мико Каукокари Кристиан Офнер Линейные судьи: Онн Хаутамяки Андерс Нюквист |
| Доминик Кахун (Ю. Шюц, В. Стаховяк) — 10:54 Йозуа Самански (Л. Райхель) — 16:09 Лукас Кельбле (М. Кастнер) — 34:09 Ф. Тиффельс (Л. Райхель, Й. Самански) — 39:44 Александер Эль (П. Хагер, Й. Мюллер) — 45:54 Доминик Кахун (Ю. Шюц, В. Стаховяк) — 59:09 | 1:0 2:0 3:0 4:0 5:0 5:1 6:1   | 48:29 — Герго Амбрус (Т. Ортенски, Я. Хари) |                           | Судьи: Мико Каукокари Кристиан Офнер Линейные судьи: Онн Хаутамяки Андерс Нюквист |
| |                               |                                             |                           | Судьи: Мико Каукокари Кристиан Офнер Линейные судьи: Онн Хаутамяки Андерс Нюквист |
| |                               |                                             |                           | Судьи: Мико Каукокари Кристиан Офнер Линейные судьи: Онн Хаутамяки Андерс Нюквист |
| |                               |                                             |                           | Судьи: Мико Каукокари Кристиан Офнер Линейные судьи: Онн Хаутамяки Андерс Нюквист |
| 4 мин | Штраф                         | 8 мин                                       |                           | Судьи: Мико Каукокари Кристиан Офнер Линейные судьи: Онн Хаутамяки Андерс Нюквист |
| |                               |                                             |                           |                                                                                   |
| | 35                            | Броски                                      | 19                        |                                                                                   |

| 10 мая 2025 20:20 | Дания | 2 : 5 (0:1, 2:2, 0:2) | Швейцария | «Йюске-банк-боксен», Хернинг Зрителей: 10 095 |

| Отчёт                                                               | Отчёт                       | Отчёт | Отчёт                       | Отчёт                                                                       |
| ------------------------------------------------------------------- | --------------------------- | --- | --------------------------- | --------------------------------------------------------------------------- |
|                                                                     |                             | |                             |                                                                             |
|                                                                     | Себастьян Дам — 00:00-60:00 | Вратари | 00:00-60:00 — Стефан Шарлин | Судьи: Микаэль Хольм Майк Лангин Линейные судьи: Ник Бриганти Иржи Ондрачек |
|                                                                     | Голы:                       | |                             | Судьи: Микаэль Хольм Майк Лангин Линейные судьи: Ник Бриганти Иржи Ондрачек |
| Оскар Мёльгор — 22:09 Йоахим Блихвельд (М. Огор, Н. Олесен) — 28:59 | 0:1 :1 2:1 2:2 2:3 2:4 2:5  | 14:41 — Нико Хишир (К. Марти, М. Фора) 35:40 — Тайлер Мой (Н. Хишир, Т. Майер) 38:34 — Тайлер Мой (Т. Майер) 45:19 — Дамьен Риат (Т. Мой, С. Шмид) 58:49 — Нико Хишир (С. Шмид) |                             | Судьи: Микаэль Хольм Майк Лангин Линейные судьи: Ник Бриганти Иржи Ондрачек |
|                                                                     |                             | |                             | Судьи: Микаэль Хольм Майк Лангин Линейные судьи: Ник Бриганти Иржи Ондрачек |
|                                                                     |                             | |                             | Судьи: Микаэль Хольм Майк Лангин Линейные судьи: Ник Бриганти Иржи Ондрачек |
|                                                                     |                             | |                             | Судьи: Микаэль Хольм Майк Лангин Линейные судьи: Ник Бриганти Иржи Ондрачек |
| 8 мин                                                               | Штраф                       | 8 мин |                             | Судьи: Микаэль Хольм Майк Лангин Линейные судьи: Ник Бриганти Иржи Ондрачек |
|                                                                     |                             | |                             |                                                                             |
|                                                                     | 15                          | Броски | 35                          |                                                                             |

| 11 мая 2025 13:20 | США | 6 : 0 (2:0, 1:0, 3:0) | Венгрия | «Йюске-банк-боксен», Хернинг Зрителей: 4041 |

| Отчёт | Отчёт                         | Отчёт   | Отчёт                  | Отчёт                                                                           |
| --- | ----------------------------- | ------- | ---------------------- | ------------------------------------------------------------------------------- |
| |                               |         |                        |                                                                                 |
| | Джереми Свэйман — 00:00-60:00 | Вратари | 00:00-60:00 — Адам Вэй | Судьи: Андрис Ансонс Петер Стано Линейные судьи: Дэнни Бересфорд Патрик Лагузов |
| | Голы:                         |         |                        | Судьи: Андрис Ансонс Петер Стано Линейные судьи: Дэнни Бересфорд Патрик Лагузов |
| Фрэнк Назар (Л. Кули, К. Гарленд) — 14:07 Фрэнк Назар (Ш. Пинто, М. Лорей) — 16:54 Каттер Готье (М. Бенирс, У. Смит) — 30:02 Каттер Готье (У. Смит, А. Власич) — 41:13 Конор Гарленд (Ш. Пинто, Ф. Назар) — 41:54 Логан Кули (К. Келлер, Т. Томпсон) — 54:26 | 1:0 2:0 3:0 4:0 5:0 6:0       |         |                        | Судьи: Андрис Ансонс Петер Стано Линейные судьи: Дэнни Бересфорд Патрик Лагузов |
| |                               |         |                        | Судьи: Андрис Ансонс Петер Стано Линейные судьи: Дэнни Бересфорд Патрик Лагузов |
| |                               |         |                        | Судьи: Андрис Ансонс Петер Стано Линейные судьи: Дэнни Бересфорд Патрик Лагузов |
| |                               |         |                        | Судьи: Андрис Ансонс Петер Стано Линейные судьи: Дэнни Бересфорд Патрик Лагузов |
| 4 мин | Штраф                         | 6 мин   |                        | Судьи: Андрис Ансонс Петер Стано Линейные судьи: Дэнни Бересфорд Патрик Лагузов |
| |                               |         |                        |                                                                                 |
| | 39                            | Броски  | 13                     |                                                                                 |

| 11 мая 2025 16:20 | Германия | 4 : 1 (1:1, 1:0, 2:0) | Казахстан | «Йюске-банк-боксен», Хернинг Зрителей: 4 733 |

| Отчёт | Отчёт                            | Отчёт                                 | Отчёт                         | Отчёт                                                                               |
| --- | -------------------------------- | ------------------------------------- | ----------------------------- | ----------------------------------------------------------------------------------- |
| |                                  |                                       |                               |                                                                                     |
| | Матиас Нидербергер — 00:00-60:00 | Вратари                               | 00:00-60:00 — Максим Павленко | Судьи: Тобиас Бьёрк Кристиан Офнер Линейные судьи: Иржи Ондрачек Таррингтон Вионзек |
| | Голы:                            |                                       |                               | Судьи: Тобиас Бьёрк Кристиан Офнер Линейные судьи: Иржи Ондрачек Таррингтон Вионзек |
| Максимилиан Кастнер (А. Эль, М. Зайдер) — 13:09 Войцех Стаховяк (Д. Кахун, Ю. Шюц) — 34:53 Лукас Райхель (Ф. Тиффельс, Л. Кельбле) — 41:49 Лукас Кельбле (А. Эль, М. Кастнер) — 45:33 | 1:0 1:1 1:2 1:3 1:4              | 03:05 — Никита Михайлис (А. Шестаков) |                               | Судьи: Тобиас Бьёрк Кристиан Офнер Линейные судьи: Иржи Ондрачек Таррингтон Вионзек |
| |                                  |                                       |                               | Судьи: Тобиас Бьёрк Кристиан Офнер Линейные судьи: Иржи Ондрачек Таррингтон Вионзек |
| |                                  |                                       |                               | Судьи: Тобиас Бьёрк Кристиан Офнер Линейные судьи: Иржи Ондрачек Таррингтон Вионзек |
| |                                  |                                       |                               | Судьи: Тобиас Бьёрк Кристиан Офнер Линейные судьи: Иржи Ондрачек Таррингтон Вионзек |
| 4 мин | Штраф                            | 0 мин                                 |                               | Судьи: Тобиас Бьёрк Кристиан Офнер Линейные судьи: Иржи Ондрачек Таррингтон Вионзек |
| |                                  |                                       |                               |                                                                                     |
| | 33                               | Броски                                | 21                            |                                                                                     |

| 11 мая 2025 20:20 | Норвегия | 1 : 2 (0:0, 1:2, 0:0) | Чехия | «Йюске-банк-боксен», Хернинг Зрителей: 4791 |

| Отчёт                                             | Отчёт                      | Отчёт                                                                                    | Отчёт                        | Отчёт                                                                      |
| ------------------------------------------------- | -------------------------- | ---------------------------------------------------------------------------------------- | ---------------------------- | -------------------------------------------------------------------------- |
|                                                   |                            |                                                                                          |                              |                                                                            |
|                                                   | Юнас Арнтцен — 00:00-60:00 | Вратари                                                                                  | 00:00-60:00 — Карел Веймелка | Судьи: Майк Лангин Кристиан Викман Линейные судьи: Ник Бриганти Ото Дурмис |
|                                                   | Голы:                      |                                                                                          |                              | Судьи: Майк Лангин Кристиан Викман Линейные судьи: Ник Бриганти Ото Дурмис |
| Стиан Сольберг (Я. Берглунд, Х. Сальстен) — 28:03 | 0:1 :1 1:2                 | 22:14 — Якуб Флек (Я. Крейчик, Я. Лауко) 33:20 — Давид Пастрняк (Р. Червенка, Ф. Гронек) |                              | Судьи: Майк Лангин Кристиан Викман Линейные судьи: Ник Бриганти Ото Дурмис |
|                                                   |                            |                                                                                          |                              | Судьи: Майк Лангин Кристиан Викман Линейные судьи: Ник Бриганти Ото Дурмис |
|                                                   |                            |                                                                                          |                              | Судьи: Майк Лангин Кристиан Викман Линейные судьи: Ник Бриганти Ото Дурмис |
|                                                   |                            |                                                                                          |                              | Судьи: Майк Лангин Кристиан Викман Линейные судьи: Ник Бриганти Ото Дурмис |
| 6 мин                                             | Штраф                      | 6 мин                                                                                    |                              | Судьи: Майк Лангин Кристиан Викман Линейные судьи: Ник Бриганти Ото Дурмис |
|                                                   |                            |                                                                                          |                              |                                                                            |
|                                                   | 23                         | Броски                                                                                   | 33                           |                                                                            |

| 12 мая 2025 16:20 | США | 0 : 3 (0:2, 0:0, 0:1) | Швейцария | «Йюске-банк-боксен», Хернинг Зрителей: 5741 |

| Отчёт         | Отчёт         | Отчёт | Отчёт            | Отчёт                                                                         |
| ------------- | ------------- | --- | ---------------- | ----------------------------------------------------------------------------- |
|               |               | |                  |                                                                               |
|               | Джоуи Даккорд | Вратари | Леонардо Дженони | Судьи: Тобиас Бьёрк Майк Лангин Линейные судьи: Патрик Лагузов Андерс Нюквист |
|               | Голы:         | |                  | Судьи: Тобиас Бьёрк Майк Лангин Линейные судьи: Патрик Лагузов Андерс Нюквист |
|               | 0:1 0:2 0:3   | 12:46 — Дамьен Риат (Т. Берни) 15:59 — Йонас Зигенталер (К. Фиала, Т. Мой) 51:51 — Дин Кукан (Д. Мальгин, С. Андригетто) |                  | Судьи: Тобиас Бьёрк Майк Лангин Линейные судьи: Патрик Лагузов Андерс Нюквист |
|               |               | |                  | Судьи: Тобиас Бьёрк Майк Лангин Линейные судьи: Патрик Лагузов Андерс Нюквист |
|               |               | |                  | Судьи: Тобиас Бьёрк Майк Лангин Линейные судьи: Патрик Лагузов Андерс Нюквист |
|               |               | |                  | Судьи: Тобиас Бьёрк Майк Лангин Линейные судьи: Патрик Лагузов Андерс Нюквист |
| 4 (0+2+2) мин | Штраф         | 4 (2+2+0) мин |                  | Судьи: Тобиас Бьёрк Майк Лангин Линейные судьи: Патрик Лагузов Андерс Нюквист |
|               |               | |                  |                                                                               |
|               | 23 (9+9+5)    | Броски | 27 (5+11+11)     |                                                                               |

| 12 мая 2025 20:20 | Чехия | 7 : 2 (0:0, 4:1, 3:1) | Дания | «Йюске-банк-боксен», Хернинг Зрителей: 9882 |

| Отчёт | Отчёт                               | Отчёт                                                                                   | Отчёт                        | Отчёт                                                                               |
| --- | ----------------------------------- | --------------------------------------------------------------------------------------- | ---------------------------- | ----------------------------------------------------------------------------------- |
| |                                     |                                                                                         |                              |                                                                                     |
| | Даниэль Владарж — 00:00-60:00       | Вратари                                                                                 | 00:00-60:00 — Фредерик Дихов | Судьи: Петер Стано Кристиан Викман Линейные судьи: Онн Хаутамяки Таррингтон Вионзек |
| | Голы:                               |                                                                                         |                              | Судьи: Петер Стано Кристиан Викман Линейные судьи: Онн Хаутамяки Таррингтон Вионзек |
| Мартин Нечас (О. Беранек, Ф. Гронек) — 23:35 Даниэль Газда (П. Кодытек, О. Беранек) — 24:23 Давид Пастрняк (Л. Седлак, Д. Владарж) — 33:52 Лукаш Седлак (Д. Пастрняк, Ф. Гронек) — 36:21 Мартин Нечас (Ф. Задина, М. Шпачек) — 44:32 Даниэль Воженилек (Я. Флек, Я. Лауко) — 57:43 Роман Червенка (Д. Пастрняк, Л. Седлак) — 59:01 | 1:0 2:0 3:0 4:0 4:1 5:1 5:2 6:2 7:2 | 38:47 — Ник Олесен (П. Рассел, Н. Йенсен) 46:24 — Кристиан Вайсе (Н. Йенсен, Н. Олесен) |                              | Судьи: Петер Стано Кристиан Викман Линейные судьи: Онн Хаутамяки Таррингтон Вионзек |
| |                                     |                                                                                         |                              | Судьи: Петер Стано Кристиан Викман Линейные судьи: Онн Хаутамяки Таррингтон Вионзек |
| |                                     |                                                                                         |                              | Судьи: Петер Стано Кристиан Викман Линейные судьи: Онн Хаутамяки Таррингтон Вионзек |
| |                                     |                                                                                         |                              | Судьи: Петер Стано Кристиан Викман Линейные судьи: Онн Хаутамяки Таррингтон Вионзек |
| 8 мин | Штраф                               | 8 мин                                                                                   |                              | Судьи: Петер Стано Кристиан Викман Линейные судьи: Онн Хаутамяки Таррингтон Вионзек |
| |                                     |                                                                                         |                              |                                                                                     |
| | 33                                  | Броски                                                                                  | 31                           |                                                                                     |

| 13 мая 2025 16:20 | Норвегия | 2 : 5 (1:2, 0:2, 1:1) | Германия | «Йюске-банк-боксен», Хернинг Зрителей: 3622 |

| Отчёт | Отчёт                       | Отчёт | Отчёт                         | Отчёт                                                                          |
| --- | --------------------------- | --- | ----------------------------- | ------------------------------------------------------------------------------ |
| |                             | |                               |                                                                                |
| | Юнас Арнтцен — 00:00-60:00  | Вратари | 00:00-60:00 — Филипп Грубауэр | Судьи: Андрис Ансонс Рику Брандер Линейные судьи: Дэнни Бересфорд Ник Бриганти |
| | Голы:                       | |                               | Судьи: Андрис Ансонс Рику Брандер Линейные судьи: Дэнни Бересфорд Ник Бриганти |
| Андреас Мартинсен (М. Браннсегг-Нюгор, Й. Йоханнесен) — 19:50 Якоб Берглунд (Э. Сальстен, Бакке Ольсен) — 47:07 | 0:1 0:2 1:2 1:3 1:4 2:4 2:5 | 04:51 — Язин Элиц (Т. Штюцле, М. Михаэлис) 16:10 — М. Михаэлис (Я. Элиц, Ф. Вагнер) 24:56 — Войцех Стаховяк (Д. Кахун) 26:46 — Йозуа Самански (Л. Райхель, Л. Кельбле) 59:43 — Фредерик Тиффельс (Д. Кахун, Т. Штюцле) |                               | Судьи: Андрис Ансонс Рику Брандер Линейные судьи: Дэнни Бересфорд Ник Бриганти |
| |                             | |                               | Судьи: Андрис Ансонс Рику Брандер Линейные судьи: Дэнни Бересфорд Ник Бриганти |
| |                             | |                               | Судьи: Андрис Ансонс Рику Брандер Линейные судьи: Дэнни Бересфорд Ник Бриганти |
| |                             | |                               | Судьи: Андрис Ансонс Рику Брандер Линейные судьи: Дэнни Бересфорд Ник Бриганти |
| 12 мин | Штраф                       | 8 мин |                               | Судьи: Андрис Ансонс Рику Брандер Линейные судьи: Дэнни Бересфорд Ник Бриганти |
| |                             | |                               |                                                                                |
| | 31                          | Броски | 30                            |                                                                                |

| 13 мая 2025 20:20 | Казахстан | 2 : 4 (0:2, 1:0, 1:2) | Венгрия | «Йюске-банк-боксен», Хернинг Зрителей: 1972 |

| Отчёт | Отчёт                         | Отчёт | Отчёт                     | Отчёт                                                                           |
| --- | ----------------------------- | --- | ------------------------- | ------------------------------------------------------------------------------- |
| |                               | |                           |                                                                                 |
| | Максим Павленко — 00:00-60:00 | Вратари | 00:00-60:00 — Бенце Балиж | Судьи: Кристоффер Хольм Кристиан Офнер Линейные судьи: Ото Дурмис Даниэль Гинек |
| | Голы:                         | |                           | Судьи: Кристоффер Хольм Кристиан Офнер Линейные судьи: Ото Дурмис Даниэль Гинек |
| Н. Михайлис (В. Орехов, А. Шестаков) (бол.) — 34:32 В. Орехов (А. Шестаков, Р. Старченко) (бол.) — 59:01 | 0:1 0:2 1:2 1:3 1:4 2:4       | 00:15 — Я. Хари (Х. Нильссон, М. Хорват) 18:31 — И. Тербоч (Б. Хорват) 40:14 — В. Галло (Я. Хари, Ч. Эрдели) 43:35 — П. Винце (К. Папп, Я. Хари) (бол.) |                           | Судьи: Кристоффер Хольм Кристиан Офнер Линейные судьи: Ото Дурмис Даниэль Гинек |
| |                               | |                           | Судьи: Кристоффер Хольм Кристиан Офнер Линейные судьи: Ото Дурмис Даниэль Гинек |
| |                               | |                           | Судьи: Кристоффер Хольм Кристиан Офнер Линейные судьи: Ото Дурмис Даниэль Гинек |
| |                               | |                           | Судьи: Кристоффер Хольм Кристиан Офнер Линейные судьи: Ото Дурмис Даниэль Гинек |
| 8 мин | Штраф                         | 10 мин |                           | Судьи: Кристоффер Хольм Кристиан Офнер Линейные судьи: Ото Дурмис Даниэль Гинек |
| |                               | |                           |                                                                                 |
| | 25                            | Броски | 28                        |                                                                                 |

| 14 мая 2025 16:20 | США | 6 : 5 (ОТ) (4:1, 1:2, 0:2, 1:0) | Норвегия | «Йюске-банк-боксен», Хернинг Зрителей: 3149 |

| Отчёт | Отчёт                                       | Отчёт | Отчёт                        | Отчёт                                                                                   |
| --- | ------------------------------------------- | --- | ---------------------------- | --------------------------------------------------------------------------------------- |
| |                                             | |                              |                                                                                         |
| | Джереми Свэйман — 00:00-60:00               | Вратари | 00:00-60:00 — Тобиас Норманн | Судьи: Кристоффер Хольм Кристиан Офнер Линейные судьи: Онн Хаутамяки Таррингтон Вионзек |
| | Голы:                                       | |                              | Судьи: Кристоффер Хольм Кристиан Офнер Линейные судьи: Онн Хаутамяки Таррингтон Вионзек |
| Каттер Готье (Ш. Пинто, У. Смит) — 04:50 Клейтон Келлер (Д. Лакомб, М. Кесселринг) — 07:18 Тэйдж Томпсон — 12:34 Майкл Маккэрон (Д.О’Коннор , А. Ховард) — 17:50 Тэйдж Томпсон (К. Келлер, З. Веренски) — 22:55 Тэйдж Томпсон (Логан Кули, К. Келлер) — 64:09 | 1:0 2:0 2:1 3:1 4:1 5:1 5:2 5:3 5:4 5:5 6:5 | 09:59 — Стиан Сольберг (Я. Берглунд, М. Браннсегг-Нюгор) 26:59 — Стиан Сольберг (А. Мартинсен) 32:48 — Мартин Рённильд 51:08 — Н. Стеен 58:33 — Стиан Сольберг (М. Браннсегг-Нюгор, А. Мартинсен) |                              | Судьи: Кристоффер Хольм Кристиан Офнер Линейные судьи: Онн Хаутамяки Таррингтон Вионзек |
| |                                             | |                              | Судьи: Кристоффер Хольм Кристиан Офнер Линейные судьи: Онн Хаутамяки Таррингтон Вионзек |
| |                                             | |                              | Судьи: Кристоффер Хольм Кристиан Офнер Линейные судьи: Онн Хаутамяки Таррингтон Вионзек |
| |                                             | |                              | Судьи: Кристоффер Хольм Кристиан Офнер Линейные судьи: Онн Хаутамяки Таррингтон Вионзек |
| 10 мин | Штраф                                       | 10 мин |                              | Судьи: Кристоффер Хольм Кристиан Офнер Линейные судьи: Онн Хаутамяки Таррингтон Вионзек |
| |                                             | |                              |                                                                                         |
| | 39                                          | Броски | 18                           |                                                                                         |

| 14 мая 2025 20:20 | Казахстан | 1 : 5 (0:0, 0:2, 1:3) | Дания | «Йюске-банк-боксен», Хернинг Зрителей: 10 388 |

| Отчёт                                             | Отчёт                         | Отчёт | Отчёт                        | Отчёт                                                                          |
| ------------------------------------------------- | ----------------------------- | --- | ---------------------------- | ------------------------------------------------------------------------------ |
|                                                   |                               | |                              |                                                                                |
|                                                   | Максим Павленко — 00:00-60:00 | Вратари | 00:00-60:00 — Фредерик Дихов | Судьи: Андрис Ансонс Майк Лангин Линейные судьи: Патрик Лагузов Андерс Нюквист |
|                                                   | Голы:                         | |                              | Судьи: Андрис Ансонс Майк Лангин Линейные судьи: Патрик Лагузов Андерс Нюквист |
| Н. Михайлис (Р. Старченко, Л. Метальников — 46:33 | 0:1 0:2 1:2 1:3 1:4 1:5       | 24:20 — Миккель Огор (Й. Блихвельд, А. Кох) 32:57 — Александр Труе (П. Рассел, Н. Йенсен) 50:08 — Кристиан Вайсе (Н. Олесен, Й. Блихвельд) 50:28 — Александр Труе (М. Лауридсен) 59:53 — Ник Олесен |                              | Судьи: Андрис Ансонс Майк Лангин Линейные судьи: Патрик Лагузов Андерс Нюквист |
|                                                   |                               | |                              | Судьи: Андрис Ансонс Майк Лангин Линейные судьи: Патрик Лагузов Андерс Нюквист |
|                                                   |                               | |                              | Судьи: Андрис Ансонс Майк Лангин Линейные судьи: Патрик Лагузов Андерс Нюквист |
|                                                   |                               | |                              | Судьи: Андрис Ансонс Майк Лангин Линейные судьи: Патрик Лагузов Андерс Нюквист |
| 6 мин                                             | Штраф                         | 10 мин |                              | Судьи: Андрис Ансонс Майк Лангин Линейные судьи: Патрик Лагузов Андерс Нюквист |
|                                                   |                               | |                              |                                                                                |
|                                                   | 22                            | Броски | 27                           |                                                                                |

| 15 мая 2025 16:20 | Швейцария | 5 : 1 (0:0, 4:0, 1:1) | Германия | «Йюске-банк-боксен», Хернинг Зрителей: 5391 |

| Отчёт | Отчёт                          | Отчёт                                       | Отчёт                            | Отчёт                                                                        |
| --- | ------------------------------ | ------------------------------------------- | -------------------------------- | ---------------------------------------------------------------------------- |
| |                                |                                             |                                  |                                                                              |
| | Леонардо Дженони — 00:00-60:00 | Вратари                                     | 00:00-60:00 — Матиас Нидербергер | Судьи: Тобиас Бьёрк Кристиан Викман Линейные судьи: Ото Дурмис Даниэль Гинек |
| | Голы:                          |                                             |                                  | Судьи: Тобиас Бьёрк Кристиан Викман Линейные судьи: Ото Дурмис Даниэль Гинек |
| Дамьен Риат (К. Егер, К. Марти) — 24:25 Свен Андригетто (Й. Зигенталер, Д. Мальгин) — 25:49 Свен Андригетто (К. Фиала, Д. Мальгин) — 33:51 Свен Андригетто (Д. Кукан, Д. Мальгин) — 34:53 Свен Андригетто (Д. Кукан, Д. Мальгин) — 48:15 | 1:0 2:0 3:0 4:0 5:0 5:1        | 58:35 — Марк Михаэлис (Й. Мюллер, Д. Кахун) |                                  | Судьи: Тобиас Бьёрк Кристиан Викман Линейные судьи: Ото Дурмис Даниэль Гинек |
| |                                |                                             |                                  | Судьи: Тобиас Бьёрк Кристиан Викман Линейные судьи: Ото Дурмис Даниэль Гинек |
| |                                |                                             |                                  | Судьи: Тобиас Бьёрк Кристиан Викман Линейные судьи: Ото Дурмис Даниэль Гинек |
| |                                |                                             |                                  | Судьи: Тобиас Бьёрк Кристиан Викман Линейные судьи: Ото Дурмис Даниэль Гинек |
| 8 мин | Штраф                          | 10 мин                                      |                                  | Судьи: Тобиас Бьёрк Кристиан Викман Линейные судьи: Ото Дурмис Даниэль Гинек |
| |                                |                                             |                                  |                                                                              |
| | 32                             | Броски                                      | 22                               |                                                                              |

| 15 мая 2025 20:20 | Чехия | 6 : 1 (2:0, 1:1, 3:0) | Венгрия | «Йюске-банк-боксен», Хернинг Зрителей: 2939 |

| Отчёт | Отчёт                         | Отчёт                                          | Отчёт                  | Отчёт                                                    |
| --- | ----------------------------- | ---------------------------------------------- | ---------------------- | -------------------------------------------------------- |
| |                               |                                                |                        |                                                          |
| | Даниэль Владарж — 00:00-60:00 | Вратари                                        | 00:00-60:00 — Адам Вэй | Петер Стано Линейные судьи: Дэнни Бересфорд Ник Бриганти |
| | Голы:                         |                                                |                        | Петер Стано Линейные судьи: Дэнни Бересфорд Ник Бриганти |
| Давид Пастрняк (Р. Червенка, Л. Седлак) — 17:30 Якуб Флек (Д. Воженилек) — 19:23 Петр Кодытек (Ф. Гронек, Д. Воженилек) — 29:43 Давид Пастрняк (Я. Крейчик, Д. Газда) — 43:42 Ондржей Беранек (Ф. Задина, Я. Крейчик) — 46:19 Лукаш Седлак (Р. Червенка, Д. Пастрняк) — 47:38 | 1:0 2:0 3:0 3:1 4:1 5:1 6:1   | 35:27 — Андраш Михалик (П. Винце, Т. Ортенски) |                        | Петер Стано Линейные судьи: Дэнни Бересфорд Ник Бриганти |
| |                               |                                                |                        | Петер Стано Линейные судьи: Дэнни Бересфорд Ник Бриганти |
| |                               |                                                |                        | Петер Стано Линейные судьи: Дэнни Бересфорд Ник Бриганти |
| |                               |                                                |                        | Петер Стано Линейные судьи: Дэнни Бересфорд Ник Бриганти |
| 2 мин | Штраф                         | 8 мин                                          |                        | Петер Стано Линейные судьи: Дэнни Бересфорд Ник Бриганти |
| |                               |                                                |                        |                                                          |
| | 32                            | Броски                                         | 12                     |                                                          |

| 16 мая 2025 16:20 | Венгрия | 2 : 8 (2:1, 0:3, 0:4) | Дания | «Йюске-банк-боксен», Хернинг Зрителей: 10 022 |

| Отчёт                                                                                    | Отчёт                                   | Отчёт | Отчёт                        | Отчёт                                                                         |
| ---------------------------------------------------------------------------------------- | --------------------------------------- | --- | ---------------------------- | ----------------------------------------------------------------------------- |
|                                                                                          |                                         | |                              |                                                                               |
|                                                                                          | Бенце Балиж — 00:00-60:00               | Вратари | 00:00-60:00 — Фредерик Дихов | Судьи: Андрис Ансонс Петер Стано Линейные судьи: Онн Хаутамяки Патрик Лагузов |
|                                                                                          | Голы:                                   | |                              | Судьи: Андрис Ансонс Петер Стано Линейные судьи: Онн Хаутамяки Патрик Лагузов |
| Петер Винце (Я. Хари, Х. Нильссон) — 00:33 Андраш Михалик (Б. Сабо, Т. Ортенски) — 06:23 | 1:0 2:0 2:1 2:2 2:3 2:4 2:5 2:6 2:7 2:8 | 13:22 — Миккель Огор (Н. Олесен, М. Лауридсен) 27:37 — Маркус Лауридсен 34:23 — Йеспер Йенсен (М. Бау, Ф. Браггиссер) 34:49 — Патрик Рассел (Н. Олесен, М. Лассен) 43:41 — Миккель Огор (О. Мёльгор, Й. Блихвельд) 48:45 — Матиас Бау (А. Труе) 49:13 — Миккель Огор (О. Мёльгор, Й. Блихвельд) 52:53 — Маркус Лауридсен (О. Мёльгор, Н. Йенсен) |                              | Судьи: Андрис Ансонс Петер Стано Линейные судьи: Онн Хаутамяки Патрик Лагузов |
|                                                                                          |                                         | |                              | Судьи: Андрис Ансонс Петер Стано Линейные судьи: Онн Хаутамяки Патрик Лагузов |
|                                                                                          |                                         | |                              | Судьи: Андрис Ансонс Петер Стано Линейные судьи: Онн Хаутамяки Патрик Лагузов |
|                                                                                          |                                         | |                              | Судьи: Андрис Ансонс Петер Стано Линейные судьи: Онн Хаутамяки Патрик Лагузов |
| 12 мин                                                                                   | Штраф                                   | 8 мин |                              | Судьи: Андрис Ансонс Петер Стано Линейные судьи: Онн Хаутамяки Патрик Лагузов |
|                                                                                          |                                         | |                              |                                                                               |
|                                                                                          | 12                                      | Броски | 41                           |                                                                               |

| 16 мая 2025 20:20 | Швейцария | 3 : 0 (2:0, 1:0, 0:0) | Норвегия | «Йюске-банк-боксен», Хернинг Зрителей: 3837 |

| Отчёт | Отчёт                       | Отчёт   | Отчёт                      | Отчёт                                                                                |
| --- | --------------------------- | ------- | -------------------------- | ------------------------------------------------------------------------------------ |
| |                             |         |                            |                                                                                      |
| | Стефан Шарлин — 00:00-60:00 | Вратари | 00:00-60:00 — Юнас Арнтцен | Судьи: Кристоффер Хольм Кристиан Викман Линейные судьи: Даниэль Гинек Андерс Нюквист |
| | Голы:                       |         |                            | Судьи: Кристоффер Хольм Кристиан Викман Линейные судьи: Даниэль Гинек Андерс Нюквист |
| Свен Андригетто (Д. Кукан, Д. Мальгин) — 08:56 Грегори Хофман (Т. Мой, С. Кнак) — 14:15 Тайлер Мой (Т. Майер, М. Фора) — 28:03 | 1:0 2:0 3:0                 |         |                            | Судьи: Кристоффер Хольм Кристиан Викман Линейные судьи: Даниэль Гинек Андерс Нюквист |
| |                             |         |                            | Судьи: Кристоффер Хольм Кристиан Викман Линейные судьи: Даниэль Гинек Андерс Нюквист |
| |                             |         |                            | Судьи: Кристоффер Хольм Кристиан Викман Линейные судьи: Даниэль Гинек Андерс Нюквист |
| |                             |         |                            | Судьи: Кристоффер Хольм Кристиан Викман Линейные судьи: Даниэль Гинек Андерс Нюквист |
| 8 мин | Штраф                       | 10 мин  |                            | Судьи: Кристоффер Хольм Кристиан Викман Линейные судьи: Даниэль Гинек Андерс Нюквист |
| |                             |         |                            |                                                                                      |
| | 28                          | Броски  | 12                         |                                                                                      |

| 17 мая 2025 12:20 | США | 6 : 3 (3:0, 0:3, 3:0) | Германия | «Йюске-банк-боксен», Хернинг Зрителей: 9595 |

| Отчёт | Отчёт                               | Отчёт | Отчёт                         | Отчёт                                                                               |
| --- | ----------------------------------- | --- | ----------------------------- | ----------------------------------------------------------------------------------- |
| |                                     | |                               |                                                                                     |
| | Джоуи Даккорд — 00:00-60:00         | Вратари | 00:00-60:00 — Филипп Грубауэр | Судьи: Андрис Ансонс Кристоффер Хольм Линейные судьи: Дэнни Бересфорд Онн Хаутамяки |
| | Голы:                               | |                               | Судьи: Андрис Ансонс Кристоффер Хольм Линейные судьи: Дэнни Бересфорд Онн Хаутамяки |
| Тэйдж Томпсон (З. Веренски, К. Гарленд) — 01:42 Ф. Назар (К. Готье) — 09:42 Дрю О’Коннор (Т. Томпсон) — 14:17 Конор Гарленд (К. Келлер, Л. Кули) — 44:50 Логан Кули (К. Гарленд, К. Келлер) — 56:31 Клейтон Келлер (Ф. Назар, К. Гарленд) — 58:07 | 1:0 2:0 3:0 3:1 3:2 3:3 4:3 5:3 6:3 | 28:43 — Эрик Мик (Й. Самански, Л. Хюттль) 34:43 — Йонас Мюллер (Д. Кахун, В. Стаховяк) 35:31 — Войцех Стаховяк (М. Михаэлис, Л. Хюттль) |                               | Судьи: Андрис Ансонс Кристоффер Хольм Линейные судьи: Дэнни Бересфорд Онн Хаутамяки |
| |                                     | |                               | Судьи: Андрис Ансонс Кристоффер Хольм Линейные судьи: Дэнни Бересфорд Онн Хаутамяки |
| |                                     | |                               | Судьи: Андрис Ансонс Кристоффер Хольм Линейные судьи: Дэнни Бересфорд Онн Хаутамяки |
| |                                     | |                               | Судьи: Андрис Ансонс Кристоффер Хольм Линейные судьи: Дэнни Бересфорд Онн Хаутамяки |
| 4 мин | Штраф                               | 10 мин |                               | Судьи: Андрис Ансонс Кристоффер Хольм Линейные судьи: Дэнни Бересфорд Онн Хаутамяки |
| |                                     | |                               |                                                                                     |
| | 44                                  | Броски | 21                            |                                                                                     |

| 17 мая 2025 16:20 | Чехия | 8 : 1 (1:0, 3:0, 4:1) | Казахстан | «Йюске-банк-боксен», Хернинг Зрителей: 7112 |

| Отчёт | Отчёт                                                 | Отчёт                                              | Отчёт                                                               | Отчёт                                                                              |
| --- | ----------------------------------------------------- | -------------------------------------------------- | ------------------------------------------------------------------- | ---------------------------------------------------------------------------------- |
| |                                                       |                                                    |                                                                     |                                                                                    |
| | Карел Веймелка — 00:00-60:00                          | Вратари                                            | 00:00-41:06 — Джелал-Ад-Дин Амирбеков 41:06-60:00 — Максим Павленко | Судьи: Майк Лангин Кристиан Викман Линейные судьи: Ник Бриганти Таррингтон Вионзек |
| | Голы:                                                 |                                                    |                                                                     | Судьи: Майк Лангин Кристиан Викман Линейные судьи: Ник Бриганти Таррингтон Вионзек |
| Матей Странский (О. Беранек, Ф. Пирохта) — 05:19 Якуб Флек (Д. Газда, А. Клапка) — 21:26 Матей Странский (Д. Шпачек, М. Шпачек) — 32:19 Роман Червенка(Д.Пастрняк, Я. Крейчик) — 37:04 Адам Клапка — 41:06 Роман Червенка (Ф. Пирохта, Д. Пастрняк) — 53:13 Роман Червенка (М. Нечас, Л. Седлак) — 55:44 Адам Клапка (Я. Флек, Д. Газда) — 59:22 | 1 : 0 2 : 0 3 : 0 4 : 0 5 : 0 5 : 1 6 : 1 7 : 1 8 : 1 | 47:36 — Вячеслав Колесников (Б. Муратов, Д. Бреус) |                                                                     | Судьи: Майк Лангин Кристиан Викман Линейные судьи: Ник Бриганти Таррингтон Вионзек |
| |                                                       |                                                    |                                                                     | Судьи: Майк Лангин Кристиан Викман Линейные судьи: Ник Бриганти Таррингтон Вионзек |
| |                                                       |                                                    |                                                                     | Судьи: Майк Лангин Кристиан Викман Линейные судьи: Ник Бриганти Таррингтон Вионзек |
| |                                                       |                                                    |                                                                     | Судьи: Майк Лангин Кристиан Викман Линейные судьи: Ник Бриганти Таррингтон Вионзек |
| 6 мин | Штраф                                                 | 8 мин                                              |                                                                     | Судьи: Майк Лангин Кристиан Викман Линейные судьи: Ник Бриганти Таррингтон Вионзек |
| |                                                       |                                                    |                                                                     |                                                                                    |
| | 33                                                    | Броски                                             | 22                                                                  |                                                                                    |

| 17 мая 2025 20:20 | Дания | 6 : 3 (2:1, 3:1, 1:1) | Норвегия | «Йюске-банк-боксен», Хернинг Зрителей: 10 500 |

| Отчёт | Отчёт                                                 | Отчёт | Отчёт                      | Отчёт                                                                      |
| --- | ----------------------------------------------------- | --- | -------------------------- | -------------------------------------------------------------------------- |
| |                                                       | |                            |                                                                            |
| | Фредерик Дихов — 00:00-60:00                          | Вратари | 00:00-60:00 — Юнас Арнтцен | Судьи: Тобиас Бьёрк Рику Брандер Линейные судьи: Ото Дурмис Андерс Нюквист |
| | Голы:                                                 | |                            | Судьи: Тобиас Бьёрк Рику Брандер Линейные судьи: Ото Дурмис Андерс Нюквист |
| П. Рассел (О. Мёльгор, Й. Блихвельд) — 13:42 М. Огор (Н. Йенсен, О. Мёльгор) — 14:38 Йонас Рёндбьерг (П. Рассел, Н. Йенсен) — 27:25 Й. Блихвельд (Ф. Браггиссер, К. Вайсе) — 30:32 Йонас Рёндбьерг — 34:59 Ник Олесен (Й. Блихвельд, К. Вайсе) — 49:46 | 1 : 0 2 : 0 2 : 1 3 : 1 4 : 1 5 : 1 5 : 2 6 : 2 6 : 3 | 15:14 — Эйрик Сальстен (Стиан Сольберг, Я. Берглунд) 36:59 — Якоб Берглунд 59:37 — Томас Ульсен (М.Йонсен, Стиан Сольберг) |                            | Судьи: Тобиас Бьёрк Рику Брандер Линейные судьи: Ото Дурмис Андерс Нюквист |
| |                                                       | |                            | Судьи: Тобиас Бьёрк Рику Брандер Линейные судьи: Ото Дурмис Андерс Нюквист |
| |                                                       | |                            | Судьи: Тобиас Бьёрк Рику Брандер Линейные судьи: Ото Дурмис Андерс Нюквист |
| |                                                       | |                            | Судьи: Тобиас Бьёрк Рику Брандер Линейные судьи: Ото Дурмис Андерс Нюквист |
| 6 мин | Штраф                                                 | 37 мин |                            | Судьи: Тобиас Бьёрк Рику Брандер Линейные судьи: Ото Дурмис Андерс Нюквист |
| |                                                       | |                            |                                                                            |
| | 47                                                    | Броски | 27                         |                                                                            |

| 18 мая 2025 16:20 | Казахстан | 1 : 6 (0:0, 0:5, 1:1) | США | «Йюске-банк-боксен», Хернинг Зрителей: 3968 |

| Отчёт             | Отчёт                                                        | Отчёт | Отчёт                         | Отчёт                                                                           |
| ----------------- | ------------------------------------------------------------ | --- | ----------------------------- | ------------------------------------------------------------------------------- |
|                   |                                                              | |                               |                                                                                 |
|                   | Сергей Кудрявцев — 00:00-40:00 Максим Павленко — 40:00-60:00 | Вратари | 00:00-60:00 — Джереми Свэйман | Судьи: Петер Стано Кристиан Викман Линейные судьи: Даниэль Гинек Андерс Нюквист |
|                   | Голы:                                                        | |                               | Судьи: Петер Стано Кристиан Викман Линейные судьи: Даниэль Гинек Андерс Нюквист |
| В. Волков — 59:10 | 0 : 1 0: 2 0 : 3 0 : 4 0 : 5 0 : 6 1 : 6                     | 26:58 — Фрэнк Назар (Д. Лакомб, М. Эйссимонт) 31:46 — Д. Лакомб (Ф. Назар, М. Маккэррон) 34:00 — Т. Томпсон (З. Байум, Ш. Пинто) 34:58 — М. Бенирс (Д. О'Коннор) 39:04 — М. Кесселринг (Ф. Назар, М. Эйссимонт) 45:54 — З. Веренски (М. Кесселринг, К. Келлер) |                               | Судьи: Петер Стано Кристиан Викман Линейные судьи: Даниэль Гинек Андерс Нюквист |
|                   |                                                              | |                               | Судьи: Петер Стано Кристиан Викман Линейные судьи: Даниэль Гинек Андерс Нюквист |
|                   |                                                              | |                               | Судьи: Петер Стано Кристиан Викман Линейные судьи: Даниэль Гинек Андерс Нюквист |
|                   |                                                              | |                               | Судьи: Петер Стано Кристиан Викман Линейные судьи: Даниэль Гинек Андерс Нюквист |
| 4 мин             | Штраф                                                        | 4 мин |                               | Судьи: Петер Стано Кристиан Викман Линейные судьи: Даниэль Гинек Андерс Нюквист |
|                   |                                                              | |                               |                                                                                 |
|                   | 17                                                           | Броски | 38                            |                                                                                 |

| 18 мая 2025 20:20 | Венгрия | 0 : 10 (0:2, 0:3, 0:5) | Швейцария | «Йюске-банк-боксен», Хернинг Зрителей: 2846 |

| Отчёт | Отчёт                                                       | Отчёт | Отчёт                          | Отчёт                                                                           |
| ----- | ----------------------------------------------------------- | --- | ------------------------------ | ------------------------------------------------------------------------------- |
|       |                                                             | |                                |                                                                                 |
|       | Адам Вай — 00:00-60:00                                      | Вратари | 00:00-60:00 — Леонардо Дженони | Судьи: Рику Брандер Кристиан Офнер Линейные судьи: Дэнни Бересфорд Ник Бриганти |
|       | Голы:                                                       | |                                | Судьи: Рику Брандер Кристиан Офнер Линейные судьи: Дэнни Бересфорд Ник Бриганти |
|       | 0 : 1 0: 2 0 : 3 0 : 4 0 : 5 0 : 6 0 : 7 0 : 8 0 : 9 0 : 10 | 05:44 — А. Амбюль (Д. Эгли, Я. Мозер) 07:25 — Т. Майер (Д. Кукан) 31:57 — Д. Эгли (А. Глаузер, К. Фиала) 33:24 — Т. Майер (Т. Мой, К. Фиала) 35:21 — Я. Мозер (Н. Бехлер, Т. Майер) 50:03 — Д. Эгли (Я. Мозер, Т. Майер) 50:51 — А. Амбюль (С. Шмид, К. Марти) 54:49 — А. Глаузер (К. Егер, С. Кнак) 58:53 — А. Амбюль (М. Фора, Я. Мозер) 59:20 — К. Фиала (Т. Мой, К. Марти) |                                | Судьи: Рику Брандер Кристиан Офнер Линейные судьи: Дэнни Бересфорд Ник Бриганти |
|       |                                                             | |                                | Судьи: Рику Брандер Кристиан Офнер Линейные судьи: Дэнни Бересфорд Ник Бриганти |
|       |                                                             | |                                | Судьи: Рику Брандер Кристиан Офнер Линейные судьи: Дэнни Бересфорд Ник Бриганти |
|       |                                                             | |                                | Судьи: Рику Брандер Кристиан Офнер Линейные судьи: Дэнни Бересфорд Ник Бриганти |
| 6 мин | Штраф                                                       | 4 мин |                                | Судьи: Рику Брандер Кристиан Офнер Линейные судьи: Дэнни Бересфорд Ник Бриганти |
|       |                                                             | |                                |                                                                                 |
|       | 6                                                           | Броски | 37                             |                                                                                 |

| 19 мая 2025 16:20 | Германия | 0 : 5 (0:1, 0:2, 0:2) | Чехия | «Йюске-банк-боксен», Хернинг Зрителей: 8221 |

| Отчёт | Отчёт                            | Отчёт | Отчёт                         | Отчёт                                                                                 |
| ----- | -------------------------------- | --- | ----------------------------- | ------------------------------------------------------------------------------------- |
|       |                                  | |                               |                                                                                       |
|       | Матиас Нидербергер — 00:00-60:00 | Вратари | 00:00-60:00 — Даниэль Владарж | Судьи: Тобиас Бьёрк Кристоффер Хольм Линейные судьи: Онн Хаутамяки Таррингтон Вионзек |
|       | Голы:                            | |                               | Судьи: Тобиас Бьёрк Кристоффер Хольм Линейные судьи: Онн Хаутамяки Таррингтон Вионзек |
|       | 0 : 1 0: 2 0 : 3 0 : 4 0 : 5     | 05:51 — Д. Пастрняк (М. Нечас, Р. Червенка) 26:43 — Лукаш Седлак (Д. Пастрняк, Р. Червенка) 29:07 — Якуб Флек (Д. Воженилек, Я. Крейчик) 40:43 — Якуб Лауко 56:40 — Якуб Флек (М. Нечас, Ф. Гронек) |                               | Судьи: Тобиас Бьёрк Кристоффер Хольм Линейные судьи: Онн Хаутамяки Таррингтон Вионзек |
|       |                                  | |                               | Судьи: Тобиас Бьёрк Кристоффер Хольм Линейные судьи: Онн Хаутамяки Таррингтон Вионзек |
|       |                                  | |                               | Судьи: Тобиас Бьёрк Кристоффер Хольм Линейные судьи: Онн Хаутамяки Таррингтон Вионзек |
|       |                                  | |                               | Судьи: Тобиас Бьёрк Кристоффер Хольм Линейные судьи: Онн Хаутамяки Таррингтон Вионзек |
| 4 мин | Штраф                            | 4 мин |                               | Судьи: Тобиас Бьёрк Кристоффер Хольм Линейные судьи: Онн Хаутамяки Таррингтон Вионзек |
|       |                                  | |                               |                                                                                       |
|       | 19                               | Броски | 25                            |                                                                                       |

| 19 мая 2025 20:20 | Венгрия | 0 : 1 (0:1, 0:0, 0:0) | Норвегия | «Йюске-банк-боксен», Хернинг Зрителей: 2808 |

| Отчёт | Отчёт                     | Отчёт                               | Отчёт                        | Отчёт                                                                      |
| ----- | ------------------------- | ----------------------------------- | ---------------------------- | -------------------------------------------------------------------------- |
|       |                           |                                     |                              |                                                                            |
|       | Бенце Балиж — 00:00-60:00 | Вратари                             | 00:00-60:00 — Тобиас Норманн | Судьи: Андрис Ансонс Майк Лангин Линейные судьи: Ото Дурмис Патрик Лагузов |
|       | Голы:                     |                                     |                              | Судьи: Андрис Ансонс Майк Лангин Линейные судьи: Ото Дурмис Патрик Лагузов |
|       | 0 : 1                     | 06:28 — Ноа Стеен (Браннсегг-Нюгор) |                              | Судьи: Андрис Ансонс Майк Лангин Линейные судьи: Ото Дурмис Патрик Лагузов |
|       |                           |                                     |                              | Судьи: Андрис Ансонс Майк Лангин Линейные судьи: Ото Дурмис Патрик Лагузов |
|       |                           |                                     |                              | Судьи: Андрис Ансонс Майк Лангин Линейные судьи: Ото Дурмис Патрик Лагузов |
|       |                           |                                     |                              | Судьи: Андрис Ансонс Майк Лангин Линейные судьи: Ото Дурмис Патрик Лагузов |
| 8 мин | Штраф                     | 12 мин                              |                              | Судьи: Андрис Ансонс Майк Лангин Линейные судьи: Ото Дурмис Патрик Лагузов |
|       |                           |                                     |                              |                                                                            |
|       | 17                        | Броски                              | 25                           |                                                                            |

| 20 мая 2025 12:20 | Швейцария | 4 : 1 (0:1, 1:0, 3:0) | Казахстан | «Йюске-банк-боксен», Хернинг Зрителей: 3833 |

| Отчёт | Отчёт                       | Отчёт                                               | Отчёт                         | Отчёт                                                                           |
| --- | --------------------------- | --------------------------------------------------- | ----------------------------- | ------------------------------------------------------------------------------- |
| |                             |                                                     |                               |                                                                                 |
| | Стефан Шарлин — 00:00-60:00 | Вратари                                             | 00:00-60:00 — Максим Павленко | Судьи: Кристиан Офнер Кристиан Викман Линейные судьи: Ото Дурмис Андерс Нюквист |
| | Голы:                       |                                                     |                               | Судьи: Кристиан Офнер Кристиан Викман Линейные судьи: Ото Дурмис Андерс Нюквист |
| Кевин Фиала (Д. Мальгин, Д. Кукан) — 39:55 Свен Андригетто (Д. Мальгин, Я. Мозер) — 47:15 Андрес Амбюль (Н. Нидеррайтер, К. Фиала) — 57:06 Дамьен Риат (С. Кнак, М. Фора) — 57:44 | 0 : 1 : 1 2 : 1 3 : 1 4 : 1 | 15:17 — Аркадий Шестаков (А. Бекетаев, Н. Михайлис) |                               | Судьи: Кристиан Офнер Кристиан Викман Линейные судьи: Ото Дурмис Андерс Нюквист |
| |                             |                                                     |                               | Судьи: Кристиан Офнер Кристиан Викман Линейные судьи: Ото Дурмис Андерс Нюквист |
| |                             |                                                     |                               | Судьи: Кристиан Офнер Кристиан Викман Линейные судьи: Ото Дурмис Андерс Нюквист |
| |                             |                                                     |                               | Судьи: Кристиан Офнер Кристиан Викман Линейные судьи: Ото Дурмис Андерс Нюквист |
| 4 мин | Штраф                       | 6 мин                                               |                               | Судьи: Кристиан Офнер Кристиан Викман Линейные судьи: Ото Дурмис Андерс Нюквист |
| |                             |                                                     |                               |                                                                                 |
| | 39                          | Броски                                              | 16                            |                                                                                 |

| 20 мая 2025 16:20 | Чехия | 2 : 5 (0:1, 2:0, 0:4) | США | «Йюске-банк-боксен», Хернинг Зрителей: 8441 |

| Отчёт                                                                              | Отчёт                                 | Отчёт | Отчёт                         | Отчёт                                                                            |
| ---------------------------------------------------------------------------------- | ------------------------------------- | --- | ----------------------------- | -------------------------------------------------------------------------------- |
|                                                                                    |                                       | |                               |                                                                                  |
|                                                                                    | Карел Веймелка — 00:00-60:00          | Вратари | 00:00-60:00 — Джереми Свэйман | Судьи: Тобиас Бьёрк Майк Лангин Линейные судьи: Онн Хаутамяки Таррингтон Вионзек |
|                                                                                    | Голы:                                 | |                               | Судьи: Тобиас Бьёрк Майк Лангин Линейные судьи: Онн Хаутамяки Таррингтон Вионзек |
| Давид Пастрняк (Р. Червенка) — 20:41 Мартин Нечас (Д. Пастрняк, Л. Седлак) — 28:33 | 0 : 1 : 1 2 : 1 2 : 2 : 3 2 : 4 2 : 5 | 09:25 — Джош Доун (Э. Пик, Ш. Пинто) 41:35 — Фрэнк Назар (З. Байум, М. Бенирс) 47:01 — Фрэнк Назар (К. Готье, М. Бенирс) 53:29 — Логан Кули (К. Келлер, З. Веренски) 57:06 — Эндрю Пик (Д. О'Коннор) |                               | Судьи: Тобиас Бьёрк Майк Лангин Линейные судьи: Онн Хаутамяки Таррингтон Вионзек |
|                                                                                    |                                       | |                               | Судьи: Тобиас Бьёрк Майк Лангин Линейные судьи: Онн Хаутамяки Таррингтон Вионзек |
|                                                                                    |                                       | |                               | Судьи: Тобиас Бьёрк Майк Лангин Линейные судьи: Онн Хаутамяки Таррингтон Вионзек |
|                                                                                    |                                       | |                               | Судьи: Тобиас Бьёрк Майк Лангин Линейные судьи: Онн Хаутамяки Таррингтон Вионзек |
| 22 мин                                                                             | Штраф                                 | 18 мин |                               | Судьи: Тобиас Бьёрк Майк Лангин Линейные судьи: Онн Хаутамяки Таррингтон Вионзек |
|                                                                                    |                                       | |                               |                                                                                  |
|                                                                                    | 27                                    | Броски | 56                            |                                                                                  |

| 20 мая 2025 20:20 | Германия | 1 : 2 (Б) (0:0, 1:0, 0:1, 0:0, 0:1) | Дания | «Йюске-банк-боксен», Хернинг Зрителей: 10 500 |

| Отчёт                                       | Отчёт                         | Отчёт                                    | Отчёт                        | Отчёт                                                                            |
| ------------------------------------------- | ----------------------------- | ---------------------------------------- | ---------------------------- | -------------------------------------------------------------------------------- |
|                                             |                               |                                          |                              |                                                                                  |
|                                             | Филипп Грубауэр — 00:00-60:00 | Вратари                                  | 00:00-60:00 — Фредерик Дихов | Судьи: Андрис Ансонс Кристоффер Хольм Линейные судьи: Ник Бриганти Даниэль Гинек |
|                                             | Голы:                         |                                          |                              | Судьи: Андрис Ансонс Кристоффер Хольм Линейные судьи: Ник Бриганти Даниэль Гинек |
| К. Гейбель (Ф. Вагнер, Й. Самански) — 39:14 | 1 : 0 1 : 1                   | 50:00 — Н. Элерс (О. Мёльгор, Н. Олесен) |                              | Судьи: Андрис Ансонс Кристоффер Хольм Линейные судьи: Ник Бриганти Даниэль Гинек |
|                                             | Буллиты:                      |                                          |                              | Судьи: Андрис Ансонс Кристоффер Хольм Линейные судьи: Ник Бриганти Даниэль Гинек |
| Шюц Пфёдерль Штюцле Кахун                   |                               | Олесен Блихвельд Элерс Н. Йенсен         |                              | Судьи: Андрис Ансонс Кристоффер Хольм Линейные судьи: Ник Бриганти Даниэль Гинек |
|                                             |                               |                                          |                              | Судьи: Андрис Ансонс Кристоффер Хольм Линейные судьи: Ник Бриганти Даниэль Гинек |
| 8 мин                                       | Штраф                         | 10 мин                                   |                              | Судьи: Андрис Ансонс Кристоффер Хольм Линейные судьи: Ник Бриганти Даниэль Гинек |
|                                             |                               |                                          |                              |                                                                                  |
|                                             | 26                            | Броски                                   | 27                           |                                                                                  |

## Плей-офф
|  | Четвертьфиналы | Четвертьфиналы | Четвертьфиналы | Четвертьфиналы | Четвертьфиналы | Четвертьфиналы | Четвертьфиналы | Четвертьфиналы | Четвертьфиналы | Четвертьфиналы |           |        | Полуфиналы | Полуфиналы | Полуфиналы | Полуфиналы        | Полуфиналы        | Полуфиналы        | Полуфиналы        | Полуфиналы        | Полуфиналы        | Полуфиналы        |                   |                   | Финал             | Финал     | Финал     | Финал     | Финал     | Финал     | Финал     | Финал  | Финал  | Финал |
|  |                |                |                |                |                |                |                |                |                |                |           |        |            |            |            |                   |                   |                   |                   |                   |                   |                   |                   |                   |                   |           |           |           |           |           |           |        |        |       |
|  | A1             | Канада         | Канада         | Канада         | Канада         | Канада         | Канада         | Канада         | Канада         | 1              |           |        |            |            |            |                   |                   |                   |                   |                   |                   |                   |                   |                   |                   |           |           |           |           |           |           |        |        |       |
|  | A1             | Канада         | Канада         | Канада         | Канада         | Канада         | Канада         | Канада         | Канада         | 1              |           |        |            |            |            |                   |                   |                   |                   |                   |                   |                   |                   |                   |                   |           |           |           |           |           |           |        |        |       |
|  | B4             | Дания          | Дания          | Дания          | Дания          | Дания          | Дания          | Дания          | Дания          | 2              |           |        |            |            |            |                   |                   |                   |                   |                   |                   |                   |                   |                   |                   |           |           |           |           |           |           |        |        |       |
|  | B4             | Дания          | Дания          | Дания          | Дания          | Дания          | Дания          | Дания          | Дания          | 2              | B4        | Дания  | Дания      | Дания      | Дания      | Дания             | Дания             | Дания             | Дания             | 0                 |                   |                   |                   |                   |                   |           |           |           |           |           |           |        |        |       |
|  |                |                |                |                |                |                |                |                |                |                | B4        | Дания  | Дания      | Дания      | Дания      | Дания             | Дания             | Дания             | Дания             | 0                 |                   |                   |                   |                   |                   |           |           |           |           |           |           |        |        |       |
|  |                |                | B1             | Швейцария      | Швейцария      | Швейцария      | Швейцария      | Швейцария      | Швейцария      | Швейцария      | Швейцария | 7      |            |            |            |                   |                   |                   |                   |                   |                   |                   |                   |                   |                   |           |           |           |           |           |           |        |        |       |
|  | B1             | Швейцария      | Швейцария      | Швейцария      | Швейцария      | Швейцария      | Швейцария      | Швейцария      | Швейцария      | Швейцария      | Швейцария | 7      | 6          |            |            |                   |                   |                   |                   |                   |                   |                   |                   |                   |                   |           |           |           |           |           |           |        |        |       |
|  | B1             | Швейцария      | Швейцария      | Швейцария      | Швейцария      | Швейцария      | Швейцария      | Швейцария      | Швейцария      |                |           |        | 6          |            |            |                   |                   |                   |                   |                   |                   |                   |                   |                   |                   |           |           |           |           |           |           |        |        |       |
|  | A4             | Австрия        | Австрия        | Австрия        | Австрия        | Австрия        | Австрия        | Австрия        | Австрия        | 0              |           |        |            |            |            |                   |                   |                   |                   |                   |                   |                   |                   |                   |                   |           |           |           |           |           |           |        |        |       |
|  | A4             | Австрия        | Австрия        | Австрия        | Австрия        | Австрия        | Австрия        | Австрия        | Австрия        | 0              |           |        |            |            |            |                   |                   |                   |                   |                   |                   |                   | B1                | Швейцария         | Швейцария         | Швейцария | Швейцария | Швейцария | Швейцария | Швейцария | Швейцария | 0      |        |       |
|  |                |                |                |                |                |                |                |                |                |                |           |        |            |            |            |                   |                   |                   |                   |                   |                   |                   | B1                | Швейцария         | Швейцария         | Швейцария | Швейцария | Швейцария | Швейцария | Швейцария | Швейцария | 0      |        |       |
|  |                |                | B2             | США            | США            | США            | США            | США            | США            | США            | США       | 1      |            |            |            |                   |                   |                   |                   |                   |                   |                   |                   |                   |                   |           |           |           |           |           |           |        |        |       |
|  | A2             | Швеция         | Швеция         | Швеция         | Швеция         | Швеция         | Швеция         | Швеция         | Швеция         | США            | США       | 1      | 5          |            |            |                   |                   |                   |                   |                   |                   |                   |                   |                   |                   |           |           |           |           |           |           |        |        |       |
|  | A2             | Швеция         | Швеция         | Швеция         | Швеция         | Швеция         | Швеция         | Швеция         | Швеция         |                |           |        | 5          |            |            |                   |                   |                   |                   |                   |                   |                   |                   |                   |                   |           |           |           |           |           |           |        |        |       |
|  | B3             | Чехия          | Чехия          | Чехия          | Чехия          | Чехия          | Чехия          | Чехия          | Чехия          | 2              |           |        |            |            |            |                   |                   |                   |                   |                   |                   |                   |                   |                   |                   |           |           |           |           |           |           |        |        |       |
|  | B3             | Чехия          | Чехия          | Чехия          | Чехия          | Чехия          | Чехия          | Чехия          | Чехия          | 2              | A2        | Швеция | Швеция     | Швеция     | Швеция     | Швеция            | Швеция            | Швеция            | Швеция            | 2                 |                   |                   |                   |                   |                   |           |           |           |           |           |           |        |        |       |
|  |                |                |                |                |                |                |                |                |                |                | A2        | Швеция | Швеция     | Швеция     | Швеция     | Швеция            | Швеция            | Швеция            | Швеция            | 2                 |                   |                   |                   |                   |                   |           |           |           |           |           |           |        |        |       |
|  |                |                | B2             | США            | США            | США            | США            | США            | США            | США            | США       | 6      |            |            |            |                   |                   |                   |                   |                   |                   |                   |                   |                   |                   |           |           |           |           |           |           |        |        |       |
|  | B2             | США            | США            | США            | США            | США            | США            | США            | США            | США            | США       | 6      | 5          |            |            | Матч за 3-е место | Матч за 3-е место | Матч за 3-е место | Матч за 3-е место | Матч за 3-е место | Матч за 3-е место | Матч за 3-е место | Матч за 3-е место | Матч за 3-е место | Матч за 3-е место |           |           |           |           |           |           |        |        |       |
|  | B2             | США            | США            | США            | США            | США            | США            | США            | США            |                |           |        | 5          |            |            | Матч за 3-е место | Матч за 3-е место | Матч за 3-е место | Матч за 3-е место | Матч за 3-е место | Матч за 3-е место | Матч за 3-е место | Матч за 3-е место | Матч за 3-е место | Матч за 3-е место |           |           |           |           |           |           |        |        |       |
|  | A3             | Финляндия      | Финляндия      | Финляндия      | Финляндия      | Финляндия      | Финляндия      | Финляндия      | Финляндия      | 2              |           |        |            |            |            |                   |                   |                   |                   |                   |                   |                   |                   |                   |                   |           |           |           |           |           |           |        |        |       |
|  | A3             | Финляндия      | Финляндия      | Финляндия      | Финляндия      | Финляндия      | Финляндия      | Финляндия      | Финляндия      | 2              |           |        |            |            |            |                   |                   |                   |                   |                   |                   |                   |                   |                   |                   |           |           |           |           |           |           |        |        |       |
|  |                |                |                |                |                |                |                |                |                |                |           |        |            |            |            |                   |                   |                   |                   |                   |                   |                   |                   |                   | B4                | Дания     | Дания     | Дания     | Дания     | Дания     | Дания     | Дания  | Дания  | 2     |
|  |                |                |                |                |                |                |                |                |                |                |           |        |            |            |            |                   |                   |                   |                   |                   |                   |                   |                   |                   | B4                | Дания     | Дания     | Дания     | Дания     | Дания     | Дания     | Дания  | Дания  | 2     |
|  |                |                |                |                |                |                |                |                |                |                |           |        |            |            |            |                   |                   |                   |                   |                   |                   |                   |                   |                   | A2                | Швеция    | Швеция    | Швеция    | Швеция    | Швеция    | Швеция    | Швеция | Швеция | 6     |
|  |                |                |                |                |                |                |                |                |                |                |           |        |            |            |            |                   |                   |                   |                   |                   |                   |                   |                   |                   | A2                | Швеция    | Швеция    | Швеция    | Швеция    | Швеция    | Швеция    | Швеция | Швеция | 6     |

### Четвертьфинал
| 22 мая 2025 16:20 | США | 5 : 2 (1:1, 2:1, 2:0) | Финляндия | «Авичи-Арена», Стокгольм Зрителей: 9642 |

| Отчёт | Отчёт                         | Отчёт                                                                                             | Отчёт                    | Отчёт                                                                                    |
| --- | ----------------------------- | ------------------------------------------------------------------------------------------------- | ------------------------ | ---------------------------------------------------------------------------------------- |
| |                               |                                                                                                   |                          |                                                                                          |
| | Джереми Свэйман — 00:00-60:00 | Вратари                                                                                           | 00:00-60:00 — Юусе Сарос | Судьи: Майкл Кэмпбелл Микаэль Хольм Линейные судьи: Альберт Анкерстьерне Лудвиг Лундгрен |
| | Голы:                         |                                                                                                   |                          | Судьи: Майкл Кэмпбелл Микаэль Хольм Линейные судьи: Альберт Анкерстьерне Лудвиг Лундгрен |
| К. Гарленд (Л. Кули, З. Веренски) — 04:50 З. Байум (М. Бенирс, З. Веренски) — 34:53 К. Гарленд (Т. Томпсон, Л. Кули) — 36:04 Ш. Пинто (У. Смит, К. Готье) — 45:52 К. Келлер (Ш. Пинто) — 57:15 | 1:0 1:1 1:2 :2 3:2 4:2 5:2    | 12:58 — Э. Толванен (Ю. Ламмикко, Т. Терявяйнен) 27:46 — П. Пуйстола (Т. Терявяйнен, М. Лехтонен) |                          | Судьи: Майкл Кэмпбелл Микаэль Хольм Линейные судьи: Альберт Анкерстьерне Лудвиг Лундгрен |
| |                               |                                                                                                   |                          | Судьи: Майкл Кэмпбелл Микаэль Хольм Линейные судьи: Альберт Анкерстьерне Лудвиг Лундгрен |
| |                               |                                                                                                   |                          | Судьи: Майкл Кэмпбелл Микаэль Хольм Линейные судьи: Альберт Анкерстьерне Лудвиг Лундгрен |
| |                               |                                                                                                   |                          | Судьи: Майкл Кэмпбелл Микаэль Хольм Линейные судьи: Альберт Анкерстьерне Лудвиг Лундгрен |
| 10 мин | Штраф                         | 8 мин                                                                                             |                          | Судьи: Майкл Кэмпбелл Микаэль Хольм Линейные судьи: Альберт Анкерстьерне Лудвиг Лундгрен |
| |                               |                                                                                                   |                          |                                                                                          |
| | 28                            | Броски                                                                                            | 22                       |                                                                                          |

| 22 мая 2025 16:20 | Швейцария | 6 : 0 (3:0, 2:0, 1:0) | Австрия | «Йюске-банк-боксен», Хернинг Зрителей: 2621 |

| Отчёт | Отчёт                          | Отчёт   | Отчёт                      | Отчёт                                                                    |
| --- | ------------------------------ | ------- | -------------------------- | ------------------------------------------------------------------------ |
| |                                |         |                            |                                                                          |
| | Леонардо Дженони — 00:00-60:00 | Вратари | 00:00-60:00 — Давид Кикерт | Судьи: Тобиас Бьёрк Рику Брандер Линейные судьи: Ник Бриганти Ото Дурмис |
| | Голы:                          |         |                            | Судьи: Тобиас Бьёрк Рику Брандер Линейные судьи: Ник Бриганти Ото Дурмис |
| К. Берчи (А. Глаузер, Л. Дженони) — 06:38 Т. Майер (К. Фиала, Т. Мой) — 11:03 К. Егер (Н. Нидеррайтер, С. Кнак) — 14:17 К. Фиала (Н. Нидеррайтер, Д. Кукан) — 23:32 С. Шмид (А. Глаузер, Т. Мой) — 24:36 С. Кнак (К. Егер, К. Марти) — 51:46 | 1:0 2:0 3:0 4:0 5:0 6:0        |         |                            | Судьи: Тобиас Бьёрк Рику Брандер Линейные судьи: Ник Бриганти Ото Дурмис |
| |                                |         |                            | Судьи: Тобиас Бьёрк Рику Брандер Линейные судьи: Ник Бриганти Ото Дурмис |
| |                                |         |                            | Судьи: Тобиас Бьёрк Рику Брандер Линейные судьи: Ник Бриганти Ото Дурмис |
| |                                |         |                            | Судьи: Тобиас Бьёрк Рику Брандер Линейные судьи: Ник Бриганти Ото Дурмис |
| 12 мин | Штраф                          | 35 мин  |                            | Судьи: Тобиас Бьёрк Рику Брандер Линейные судьи: Ник Бриганти Ото Дурмис |
| |                                |         |                            |                                                                          |
| | 40                             | Броски  | 13                         |                                                                          |

| 22 мая 2025 20:20 | Швеция | 5 : 2 (3:0, 1:1, 1:1) | Чехия | «Авичи-Арена», Стокгольм Зрителей: 12 530 |

| Отчёт | Отчёт                        | Отчёт                                                                                    | Отчёт                                                      | Отчёт                                                                         |
| --- | ---------------------------- | ---------------------------------------------------------------------------------------- | ---------------------------------------------------------- | ----------------------------------------------------------------------------- |
| |                              |                                                                                          |                                                            |                                                                               |
| | Якоб Маркстрём — 00:00-60:00 | Вратари                                                                                  | 00:00-20:00 — Карел Веймелка 20:00-60:00 — Даниэль Владарж | Судьи: Шон Макфарлейн Андре Шрадер Линейные судьи: Джейк Дэвис Шейн Густафсон |
| | Голы:                        |                                                                                          |                                                            | Судьи: Шон Макфарлейн Андре Шрадер Линейные судьи: Джейк Дэвис Шейн Густафсон |
| Л. Карлссон (Р. Андерссон, М. Зибанежад) — 12:40 Л. Рэймонд (Р. Сандин) — 16:52 Л. Рэймонд (Р. Сандин) — 19:33 Л. Карлссон (М. Зибанежад, М. Юханссон) — 34:05 Ф. Форсберг (М. Петтерссон) — 55:04 | 1:0 2:0 3:0 3:1 4:1 4:2 5:2  | 23:04 — Р. Червенка (М. Нечас, Д. Пастрняк) 48:33 — М. Шпачек (Д. Воженилек, И. Тихачек) |                                                            | Судьи: Шон Макфарлейн Андре Шрадер Линейные судьи: Джейк Дэвис Шейн Густафсон |
| |                              |                                                                                          |                                                            | Судьи: Шон Макфарлейн Андре Шрадер Линейные судьи: Джейк Дэвис Шейн Густафсон |
| |                              |                                                                                          |                                                            | Судьи: Шон Макфарлейн Андре Шрадер Линейные судьи: Джейк Дэвис Шейн Густафсон |
| |                              |                                                                                          |                                                            | Судьи: Шон Макфарлейн Андре Шрадер Линейные судьи: Джейк Дэвис Шейн Густафсон |
| 8 мин | Штраф                        | 6 мин                                                                                    |                                                            | Судьи: Шон Макфарлейн Андре Шрадер Линейные судьи: Джейк Дэвис Шейн Густафсон |
| |                              |                                                                                          |                                                            |                                                                               |
| | 33                           | Броски                                                                                   | 26                                                         |                                                                               |

| 22 мая 2025 20:20 | Канада | 1 : 2 (0:0, 0:0, 1:2) | Дания | «Йюске-банк-боксен», Хернинг Зрителей: 10 500 |

| Отчёт                                      | Отчёт                            | Отчёт                                                                               | Отчёт                        | Отчёт                                                                              |
| ------------------------------------------ | -------------------------------- | ----------------------------------------------------------------------------------- | ---------------------------- | ---------------------------------------------------------------------------------- |
|                                            |                                  |                                                                                     |                              |                                                                                    |
|                                            | Джордан Биннингтон — 00:00-60:00 | Вратари                                                                             | 00:00-60:00 — Фредерик Дихов | Судьи: Андрис Ансонс Кристоффер Хольм Линейные судьи: Онни Хаутамяки Даниэль Гинек |
|                                            | Голы:                            |                                                                                     |                              | Судьи: Андрис Ансонс Кристоффер Хольм Линейные судьи: Онни Хаутамяки Даниэль Гинек |
| Т. Сэнхайм (С. Кросби, Т. Конекни) — 45:17 | 1:0 1:1 1:2                      | 57:43 — Н. Элерс (М. Лауридсен, П. Рассел) 59:11 — Н. Олесен (Н. Йенсен, П. Рассел) |                              | Судьи: Андрис Ансонс Кристоффер Хольм Линейные судьи: Онни Хаутамяки Даниэль Гинек |
|                                            |                                  |                                                                                     |                              | Судьи: Андрис Ансонс Кристоффер Хольм Линейные судьи: Онни Хаутамяки Даниэль Гинек |
|                                            |                                  |                                                                                     |                              | Судьи: Андрис Ансонс Кристоффер Хольм Линейные судьи: Онни Хаутамяки Даниэль Гинек |
|                                            |                                  |                                                                                     |                              | Судьи: Андрис Ансонс Кристоффер Хольм Линейные судьи: Онни Хаутамяки Даниэль Гинек |
| 6 мин                                      | Штраф                            | 10 мин                                                                              |                              | Судьи: Андрис Ансонс Кристоффер Хольм Линейные судьи: Онни Хаутамяки Даниэль Гинек |
|                                            |                                  |                                                                                     |                              |                                                                                    |
|                                            | 40                               | Броски                                                                              | 33                           |                                                                                    |

### Полуфинал
| 24 мая 2025 14:20 | Швеция | 2 : 6 (0:2, 0:2, 2:2) | США | «Авичи-Арена», Стокгольм, Стокгольм Зрителей: 12 530 |

| Отчёт | Отчёт                                                     | Отчёт   | Отчёт                         | Отчёт |
| ----- | --------------------------------------------------------- | ------- | ----------------------------- | ----- |
|       |                                                           |         |                               |       |
|       | Якоб Маркстрём — 00:00-40:00 Самуэль Эрссон — 40:00-60:00 | Вратари | 00:00-60:00 — Джереми Свэйман |       |
|       | Голы:                                                     |         |                               |       |
|       | 0 : 1 0 : 2 0 : 3 0 : 4 1 : 4 2 : 4 2 : 5 2 : 6           |         |                               |       |
|       |                                                           |         |                               |       |
|       |                                                           |         |                               |       |
|       |                                                           |         |                               |       |
| 2 мин | Штраф                                                     | 4 мин   |                               |       |
|       |                                                           |         |                               |       |
|       | 29                                                        | Броски  | 28                            |       |

| 24 мая 2025 18:20 | Швейцария | 7 : 0 (3:0, 1:0, 3:0) | Дания | «Авичи-Арена», Стокгольм, Стокгольм Зрителей: 12 530 |

| Отчёт  | Отчёт                                     | Отчёт   | Отчёт                                                    | Отчёт |
| ------ | ----------------------------------------- | ------- | -------------------------------------------------------- | ----- |
|        |                                           |         |                                                          |       |
|        | Леонардо Дженони — 00:00-60:00            | Вратари | 00:00-44:48 — Фредерик Дихов 44:48-60:00 — Себастьян Дам |       |
|        | Голы:                                     |         |                                                          |       |
|        | 1 : 0 2 : 0 3 : 0 4 : 0 5 : 0 6 : 0 7 : 0 |         |                                                          |       |
|        |                                           |         |                                                          |       |
|        |                                           |         |                                                          |       |
|        |                                           |         |                                                          |       |
| 10 мин | Штраф                                     | 8 мин   |                                                          |       |
|        |                                           |         |                                                          |       |
|        | 34                                        | Броски  | 17                                                       |       |

### Матч за 3-е место
| 25 мая 2025 15:20 | Швеция | 6 : 2 (0:0, 3:0, 3:2) | Дания | «Авичи-Арена», Стокгольм, Стокгольм Зрителей: 12 530 |

| Отчёт | Отчёт                                           | Отчёт   | Отчёт                        | Отчёт |
| ----- | ----------------------------------------------- | ------- | ---------------------------- | ----- |
|       |                                                 |         |                              |       |
|       | Самуэль Эрссон — 00:00-60:00                    | Вратари | 00:00-60:00 — Фредерик Дихов |       |
|       | Голы:                                           |         |                              |       |
|       | 1 : 0 2 : 0 3 : 0 4 : 0 4 : 1 4 : 2 5 : 2 6 : 2 |         |                              |       |
|       |                                                 |         |                              |       |
|       |                                                 |         |                              |       |
|       |                                                 |         |                              |       |
| 4 мин | Штраф                                           | 4 мин   |                              |       |
|       |                                                 |         |                              |       |
|       | 37                                              | Броски  | 18                           |       |

### Финал
| 25 мая 2025 20:20 | Швейцария | 0 : 1 (ОТ) (0:0, 0:0, 0:0, 0:1) | США | «Авичи-Арена», Стокгольм, Стокгольм Зрителей: 12 530 |

| Отчёт | Отчёт                          | Отчёт                                         | Отчёт                         | Отчёт |
| ----- | ------------------------------ | --------------------------------------------- | ----------------------------- | ----- |
|       |                                |                                               |                               |       |
|       | Леонардо Дженони — 00:00-60:00 | Вратари                                       | 00:00-60:00 — Джереми Свэйман |       |
|       | Голы:                          |                                               |                               |       |
|       | 0 : 1                          | 62:02 — Тэйдж Томпсон (Логан Кули, Брэди Шей) |                               |       |
|       |                                |                                               |                               |       |
|       |                                |                                               |                               |       |
|       |                                |                                               |                               |       |
| 4 мин | Штраф                          | 4 мин                                         |                               |       |
|       |                                |                                               |                               |       |
|       | 25                             | Броски                                        | 40                            |       |

## Итоговое положение команд
|  | Чемпион мира               |
|  | Серебряный призёр          |
|  | Бронзовый призёр           |
|  | Вылетели в Первый дивизион |

| М   | Г | Сборная   | И  | В | ВО | ПО | П | ШЗ | ШП | РШ  | О  |
| --- | - | --------- | -- | - | -- | -- | - | -- | -- | --- | -- |
| 1   | B | США       | 10 | 7 | 2  | 0  | 1 | 46 | 18 | +28 | 25 |
| 2   | B | Швейцария | 10 | 8 | 0  | 2  | 0 | 47 | 10 | +37 | 26 |
| 3   | А | Швеция    | 10 | 8 | 0  | 0  | 2 | 41 | 18 | +23 | 24 |
| 4.  | В | Дания     | 10 | 4 | 1  | 0  | 5 | 29 | 38 | -9  | 14 |
|     |   |           |    |   |    |    |   |    |    |     |    |
| 5.  | А | Канада    | 8  | 6 | 0  | 1  | 1 | 35 | 9  | +26 | 19 |
| 6.  | В | Чехия     | 8  | 5 | 1  | 0  | 2 | 37 | 19 | +18 | 17 |
| 7.  | А | Финляндия | 8  | 4 | 2  | 0  | 2 | 24 | 15 | +9  | 16 |
| 8.  | А | Австрия   | 8  | 2 | 2  | 0  | 4 | 21 | 24 | -3  | 10 |
|     |   |           |    |   |    |    |   |    |    |     |    |
| 9.  | В | Германия  | 7  | 3 | 0  | 1  | 3 | 20 | 22 | -2  | 10 |
| 10. | А | Латвия    | 7  | 3 | 0  | 0  | 4 | 17 | 25 | -8  | 9  |
| 11. | А | Словакия  | 7  | 2 | 0  | 1  | 4 | 9  | 24 | -15 | 7  |
| 12. | В | Норвегия  | 7  | 1 | 0  | 1  | 5 | 13 | 24 | -11 | 4  |
| 13. | A | Словения  | 7  | 1 | 0  | 1  | 5 | 9  | 29 | -20 | 4  |
| 14. | B | Венгрия   | 7  | 1 | 0  | 0  | 6 | 8  | 39 | -31 | 3  |
|     |   |           |    |   |    |    |   |    |    |     |    |
| 15. | B | Казахстан | 7  | 1 | 0  | 0  | 6 | 9  | 32 | -23 | 3  |
| 16. | A | Франция   | 7  | 0 | 0  | 1  | 6 | 8  | 27 | -19 | 1  |

## Чемпион
| Чемпион мира по хоккею с шайбой 2025 |
| США Третий титул                     |

## Статистика

### Лучшие игроки по системе гол+пас
| Игрок           | И  | Г | П  | Оч | +/− | PIM | POS |
| --------------- | -- | - | -- | -- | --- | --- | --- |
| Давид Пастрняк  | 8  | 6 | 9  | 15 | +7  | 4   | F   |
| Элиас Линдхольм | 10 | 8 | 6  | 14 | +8  | 0   | F   |
| Роман Червенка  | 8  | 6 | 8  | 14 | +8  | 4   | F   |
| Натан Маккиннон | 8  | 7 | 6  | 13 | +9  | 10  | F   |
| Трэвис Конекни  | 8  | 3 | 10 | 13 | +9  | 12  | F   |
| Фрэнк Назар     | 10 | 6 | 6  | 12 | +7  | 6   | F   |
| Ник Олесен      | 10 | 5 | 7  | 12 | −3  | 4   | F   |
| Сидни Кросби    | 8  | 4 | 8  | 12 | +8  | 6   | F   |
| Логан Кули      | 10 | 4 | 8  | 12 | +4  | 10  | F   |
| Тайлер Мой      | 10 | 4 | 8  | 12 | +8  | 0   | F   |

### Лучшие вратари
| Игрок              | Минут  | Игр | GAA  | SA  | Sv%   | SO |
| ------------------ | ------ | --- | ---- | --- | ----- | -- |
| Леонардо Дженони   | 424:32 | 7   | 0.99 | 150 | 95.33 | 4  |
| Даниэль Владарж    | 219:52 | 4   | 1.09 | 81  | 95.06 | 1  |
| Джордан Биннингтон | 239:15 | 5   | 1.25 | 90  | 94.44 | 2  |
| Юусе Сарос         | 358:50 | 10  | 1.67 | 174 | 94.25 | 0  |
| Самуэль Эрссон     | 259:06 | 5   | 1.16 | 76  | 93.42 | 2  |

### Индивидуальные награды
Лучшие игроки (по версии директората):
- Вратарь:  Леонардо Дженони
- Защитник:  Зак Веренски
- Нападающий:  Давид Пастрняк

Сборная всех звёзд (по версии СМИ):
- Самый ценный игрок (MVP):  Леонардо Дженони
- Вратарь:  Леонардо Дженони
- Защитники:  Зак Веренски —  Дин Кукан
- Нападающие:  Давид Пастрняк —  Элиас Линдхольм —  Ник Олесен